# Transición de Ming a Qing
La transición de Ming a Qing, también conocida como la conquista de China por los manchúes o transición Ming-Qing, es un período de conflicto que se prolonga durante décadas y enfrenta a la dinastía Qing, establecida por el clan manchú Aisin Gioro en Manchuria, contra la dinastía Ming en China, y posteriormente en el sur de China. Diversos poderes regionales o temporales también están involucrados en este conflicto, como la efímera dinastía Shun. En 1618, antes del inicio de la conquista Qing, Nurhaci, líder del clan Aisin Gioro, redactó un documento titulado las «Siete Grandes Causas de Irritación» (Siete agravios), en el que enumeraba siete quejas contra los Ming, antes de lanzar una rebelión contra ellos. Muchas de las quejas se referían a conflictos con los Yehe, un importante clan manchú, y al favoritismo de los Ming hacia los Yehe en detrimento de otros clanes manchúes. La demanda de Nurhaci a los Ming de pagar un tributo para reparar las «siete grandes causas de irritación» fue, en efecto, una declaración de guerra, ya que los Ming no estaban dispuestos a entregar dinero a un antiguo vasallo. Poco después, Nurhaci comenzó a rebelarse contra los Ming en Liaoning, una región del sur de Manchuria.
Al mismo tiempo, la dinastía Ming luchaba por su supervivencia frente a la multiplicación de problemas fiscales y rebeliones campesinas. El 24 de abril de 1644, Beijing cayó en manos de un ejército rebelde liderado por Li Zicheng, un antiguo funcionario menor de los Ming que se convirtió en líder de la revuelta campesina. Zicheng proclamó entonces la dinastía Shun. En el momento de la caída de la ciudad, el último emperador Ming, el emperador Chongzhen, se suicidó ahorcándose en un árbol en el jardín imperial situado fuera de la Ciudad Prohibida. Cuando Li Zicheng comenzó a avanzar hacia él con su ejército, el general Wu Sangui, encargado por los Ming de custodiar una de las puertas de la Gran Muralla China, juró lealtad a los manchúes y les permitió entrar en China. Li Zicheng fue derrotado en la batalla del paso Shanhai por las fuerzas combinadas de Wu Sangui y el príncipe manchú Dorgon. El 6 de junio, los manchúes y Wu entraron en la capital y proclamaron al joven emperador Shunzhi como nuevo emperador de China.
Sin embargo, la conquista estaba lejos de concluir, y pasaron casi cuarenta años antes de que toda China estuviera firmemente unida bajo el dominio Qing. El emperador Kangxi ascendió al trono en 1661, y en 1662 sus regentes iniciaron la Gran Evacuación para derrotar a la resistencia de los lealistas Ming en el sur de China. Luego combatió varias rebeliones, como la rebelión de los Tres Feudatorios, liderada por Wu Sangui, que estalló en el sur de China en 1673. Posteriormente, lanzó una serie de campañas que ampliaron su imperio. En 1662, el general Koxinga expulsó a los colonos holandeses y fundó el reino de Tungning en Taiwán, un estado lealista Ming, con el objetivo de reconquistar China. Sin embargo, Tungning fue derrotado en 1683 en la batalla de Penghu por el almirante Shi Lang, quien anteriormente había servido bajo las órdenes de Koxinga.
La caída de la dinastía Ming fue el resultado de una combinación de factores. Kenneth Swope argumenta que un factor clave fue el deterioro de las relaciones entre la realeza Ming y los líderes militares del Imperio Ming. Entre otros factores, se incluyen las expediciones militares repetidas en el norte, las presiones inflacionistas causadas por los gastos excesivos del Tesoro imperial, los desastres naturales y las epidemias. Una rebelión campesina en Pekín en 1644 y una serie de emperadores débiles contribuyeron al caos. El poder de los Ming sobrevivió durante años en lo que hoy es el sur de China, aunque finalmente fue derrotado por los manchúes.

## Contexto
La transición de Ming a Qing fue un período de décadas de conflicto entre:
1. la dinastía Qing, establecida por el clan manchú Aisin Gioro en el contemporáneo noreste de China;
2. la dinastía Ming, la dinastía reinante liderada por el clan Zhu;
3. y varios otros poderes rebeldes en China, como la efímera dinastía Xi liderada por Zhang Xianzhong y la efímera dinastía Shun liderada por Li Zicheng.

Antes de la Qing, en 1618, el khan de los Jin Posterior, Nurhaci, encargó un documento titulado las Siete agravios, que enumeraba agravios contra los Ming. Nurhaci, líder de los yurchen de Jianzhou, era originalmente un vasallo Ming que se consideraba oficialmente un representante local del poder imperial Ming,: 29  pero rompió su relación con los Ming al establecer la dinastía Jin Posterior en 1616 tras unificar las tribus yurchen. Muchas de las quejas que presentó trataban de conflictos contra el clan Yehe de los yurchen, respaldado por los Ming. La demanda de Nurhaci de que los Ming le pagaran tributo para reparar las Siete Quejas fue efectivamente una declaración de guerra, ya que los Ming no estaban dispuestos a pagar dinero a un antiguo vasallo. Poco después, Nurhaci se rebeló contra el gobierno Ming en Liaoning.
Al mismo tiempo, la dinastía Ming luchaba por su supervivencia contra el caos fiscal y las rebeliones campesinas. Los oficiales han instaron al sucesor de Nurhaci, Hong Taiji, a coronarse emperador, lo que hizo en 1636, declarando la nueva dinastía Qing. El 24 de abril de 1644, Beijing cayó ante un ejército rebelde liderado por Li Zicheng, un antiguo oficial menor Ming que se convirtió en líder de la revuelta campesina y luego proclamó la dinastía Shun. El último emperador Ming, el emperador Chongzhen, se ahorcó en el árbol Zuihuai en el jardín imperial fuera de la Ciudad Prohibida. Cuando Li Zicheng avanzó contra él, el general Ming Wu Sangui cambió su lealtad a los Qing. Li Zicheng fue derrotado en la batalla del paso Shanhai por las fuerzas conjuntas de Wu Sangui y el príncipe manchú Dorgon. El 6 de junio, las fuerzas principalmente chinas Han de Dorgon y Wu entraron en la capital.
La caída de la dinastía Ming fue causada en gran parte por una combinación de factores. Los estudiosos han argumentado que la caída de la dinastía Ming pudo haber sido parcialmente causada por las sequías y hambrunas provocadas por la Pequeña Edad de Hielo. El historiador Kenneth Swope argumenta que un factor clave fue el deterioro de las relaciones entre la realeza Ming y el liderazgo militar del Imperio Ming. Otros factores incluyen expediciones militares repetidas al norte, presiones inflacionarias causadas por gastar demasiado del tesoro imperial, desastres naturales y epidemias de enfermedades. Contribuyendo aún más al caos fue una rebelión campesina en todo el país en 1644 y una serie de emperadores débiles. El poder Ming se mantuvo en lo que ahora es el sur de China durante años, aunque eventualmente fue superado por las fuerzas Qing.
Otros autores han relacionado la caída de los Ming con la crisis general que afectó al Imperio español bajo Felipe IV, la Guerra Civil Inglesa y otras políticas.
Tomó casi 40 años más después de la caída de los Ming para que toda China estuviera completamente unida bajo el gobierno Qing. A mediados de la década de 1600, había once regímenes emergentes que pretendían ser los auténticos Ming.: 119  Los Qing dataron la fundación de la dinastía en junio de 1644, pero la guerra transicional continuó hasta 1683.: 121 
En 1661, el emperador Kangxi ascendió al trono, y en 1662 sus regentes lanzaron la Gran Evacuación para derrotar la resistencia de los leales Ming en el sur de China. Luego combatió varias rebeliones, como la rebelión de los Tres Feudatarios liderada por Wu Sangui en el sur de China, comenzando en 1673, y luego contrarrestó lanzando una serie de campañas que expandieron su imperio. En 1662, Zheng Chenggong (Koxinga) expulsó y derrotó a los holandeses y fundó el reino de Tungning en Taiwán, un estado leal a los Ming con el objetivo de reunificar China. Sin embargo, Tungning fue derrotado en 1683 en la batalla de Penghu por el almirante chino Han Shi Lang, un ex almirante bajo Koxinga.
La victoria Qing fue abrumadoramente el resultado de la deserción del establecimiento militar de Liaodong de la dinastía Ming y otros desertores, con el ejército manchú desempeñando un papel muy menor.

### Yurchen y la dinastía Ming tardía

Asia Central en 1636. La dinastía Ming anteriormente gobernaba sobre el clan Aisin Gioro y los yurchen. Los manchúes y la dinastía Qing comenzaron desde el noreste de China y se extendieron por el resto de China.

Los manchúes a veces son descritos como un pueblo nómada, cuando en realidad no eran nómadas, sino un pueblo agrícola sedentario que vivía en aldeas fijas, cultivaba cosechas y practicaba la caza y el tiro con arco montado. Su principal formación militar era infantería armada con arcos y flechas, espadas y picas, mientras que la caballería se mantenía en la retaguardia.
Los manchúes vivían en ciudades con murallas rodeadas de aldeas y adoptaban la agricultura al estilo han mucho antes de la conquista Qing de los Ming, y había una tradición establecida de mezcla entre chinos Han y manchúes antes de 1644. Los soldados chinos Han en la Liaodong a menudo se mezclaban con tribus no Han y estaban ampliamente aculturados a sus costumbres. Los yurchen manchúes aceptaban y asimilaban a los soldados Han que se pasaban a ellos, y los soldados chinos Han de Liaodong a menudo adoptaban y usaban nombres manchúes. De hecho, el secretario de Nurhaci, Dahai, pudo haber sido uno de esos individuos.

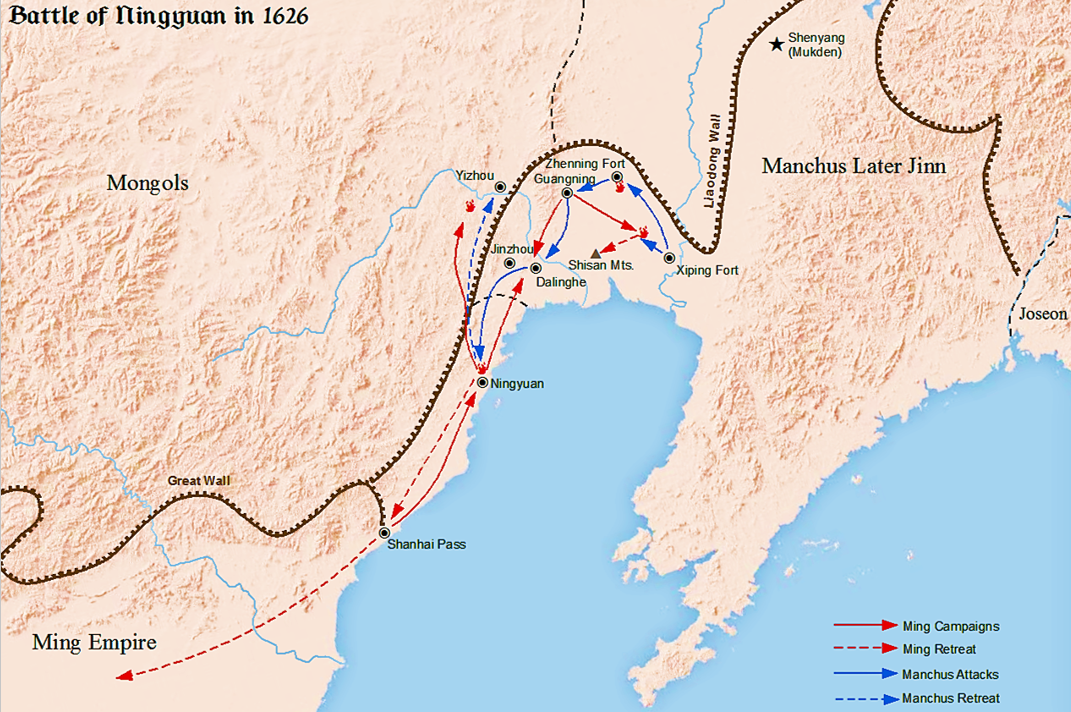
Batalla de Ningyuan entre Ming y manchúes

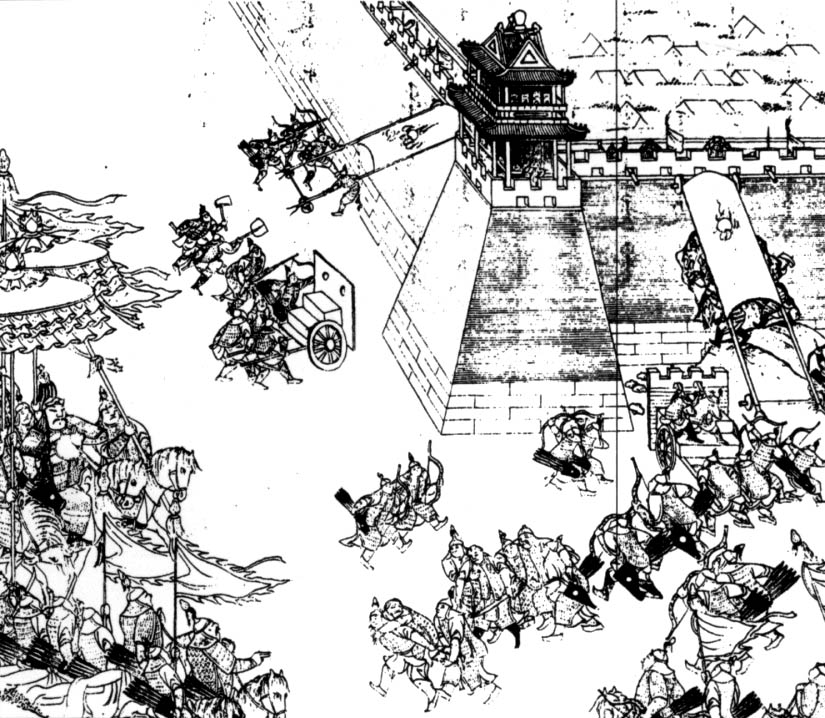
Batalla de Ningyuan, donde Nurhaci fue herido de muerte

En la dinastía Ming tardía, las unidades del ejército Ming habían sido dominadas por oficiales que permanecían en el mando durante largos períodos de 10 o 12 años en lugar de la práctica habitual de rotación constante, y el Comando Militar Central había perdido gran parte de su control sobre los ejércitos regionales. Los Zongdu Junwu, o Comandantes Supremos, fueron nombrados en todo el imperio para supervisar los asuntos fiscales y militares en el área de su jurisdicción. En las áreas fronterizas, estos se volvieron cada vez más autónomos, y especialmente en Liaodong, donde el servicio militar y el mando se volvieron hereditarios y los lazos personales de lealtad de tipo vasallo crecieron entre oficiales, sus subordinados y las tropas. Esta casta militar gravitaba hacia los jefes tribales yurchen en lugar de los burócratas de la capital.
La rebelión She-An entre el pueblo yi estalló en Sichuan en 1621 contra los Ming, requiriendo supresión, que se completó en 1629. A principios de la década de 1640, rebeliones masivas lideradas por muchos líderes rebeldes estallaron en la provincia de Shaanxi en el noroeste de China y se extendieron por toda China en la década de 1640. Las principales batallas incluyeron el saqueo de Fengyang por Li Zicheng y Zhang Xianzhong y una batalla en Kaifeng que llevó a la inundación del río Amarillo de 1642 deliberadamente diseñada por el gobernador Ming en un intento de detener a Li Zicheng.

## Conquistas iniciales yurchen

### Conquista de Liaodong y otras tribus yurchen (1601–1626)
El jefe yurchen de Jianzhou, Nurhaci, es identificado retrospectivamente como el fundador de la dinastía Qing. En 1589, la dinastía Ming nombró a Nurhaci como jefe supremo de la región del Yalu, creyendo que su tribu era demasiado débil para obtener hegemonía sobre los más grandes Yehe y Hada. Cuando las otras tribus lo atacaron para controlar su poder en 1591, logró derrotarlos y se apoderó de muchos de sus caballos de guerra.
Durante gran parte de su vida temprana, Nurhaci se consideraba un guardián de la frontera Ming y un representante local del poder imperial Ming.: 29  Bajo el consejo de un Erdeni, probablemente un transfronterizo chino, proclamó la dinastía Jin Posterior en 1616, nombrada después de la dinastía Jin liderada por yurchen que había gobernado el norte de China varios siglos antes, y se declaró Khan. Sus esfuerzos para unificar las tribus yurchen dieron a los yurchen la fuerza para afirmarse respaldados por un ejército compuesto principalmente por desertores han y armas de fuego producidas por los Ming. En 1618, Nurhaci renunció abiertamente a la soberanía Ming y proclamó sus Siete agravios contra los Ming y partió de su capital de Hetu Ala con 20,000 hombres. El ejército atacó y capturó Fushun, ubicado en el río Hun a unos 10 kilómetros al este de Shenyang.
Las tribus hulun, una poderosa confederación de tribus yurchen, comenzaron a reconocer la autoridad de Nurhaci a principios del siglo XVII. En algunos casos, como con Bujantai de los Ula, los jefes intentarían reafirmar su independencia y estallaría la guerra, pero los yurchen de Jianzhou derrotaron y asimilaron todas las tribus eventualmente (Hada 1601, Hoifa 1607, Ula 1613, Yehe 1619). Los poderosos yurchen Yehe bajo Gintaisi se unieron con las fuerzas de la dinastía Ming para combatir el ascenso de Nurhaci, pero Gintaisi fue derrotado y murió en 1619. Los pueblos Warka, que atrapaban pieles cerca de la costa del Pacífico, fueron subyugados como tribus tributarias de 1599 a 1641.
Para el verano de 1621, las ciudades fortalezas de Liaodong de los Ming, Fushun, Shenyang y Liaoyang, fueron todas entregadas a los Jin Posterior por traidores y desertores. El comandante de Fushun se rindió tras un solo ataque cuando se le prometió que sus tropas y sus familias no serían esclavizadas ni obligadas a cambiar ninguna de sus costumbres (incluido el peinado), sino que se les daría un alto cargo. Shenyang cayó con la ayuda de soldados mongoles Ming en la ciudad; Liaoyang cayó después de que los traidores dejaran caer cuerdas para que los yurchen escalaran la muralla en la noche. El general Ming Li Yongfang, que rindió la ciudad de Fushun en lo que ahora es la provincia de Liaoning en el noroeste de China, lo hizo después de que Nurhaci le diera en matrimonio a una princesa Aisin Gioro y un título noble. La princesa era una de las nietas de Nurhaci. En abril de 1625, Nurhaci designó a Shenyang como la nueva ciudad capital, que mantendría ese estatus hasta la conquista Qing de Beijing en 1644. En 1625, los yurchen capturaron la ciudad portuaria de Lüshun, controlando así toda la península de Liaodong.
Cuando los yurchen fueron reorganizados por Nurhaci en las Ocho Banderas, muchos clanes Manchúes fueron creados artificialmente a partir de grupos de personas no relacionadas que fundarían un nuevo clan manchú (mukun) usando un término de origen geográfico como un topónimo para su hala (nombre del clan). Las irregularidades sobre el origen de los clanes yurchen y manchúes llevaron a los Qing a intentar documentar y sistematizar la creación de historias para los clanes manchúes, incluyendo la fabricación de una leyenda completa alrededor del origen del clan Aisin Gioro tomando mitología del noreste.
Nurhaci leyó las novelas chinas Romance de los Tres Reinos y Bandidos del pantano, aprendiendo todo lo que sabía sobre estrategias militares y políticas chinas de ellas.
En febrero de 1626, los yurchen sitiaron Ningyuan pero sufrieron una derrota en la que Nurhaci fue herido de muerte.

### Primera campaña de Joseon
Los Jin Posterior habían perdido en la batalla de Ningyuan el año anterior y su khan Nurhaci murió de sus heridas después. Las negociaciones de paz con los Ming después de la batalla retrasaron una respuesta agresiva de los Ming a la pérdida de los yurchen, y el general Ming Yuan Chonghuan estaba ocupado fortificando las guarniciones fronterizas y entrenando nuevos mosqueteros. El nuevo khan Hong Taiji estaba ansioso por una victoria rápida para consolidar su posición como khan. Al invadir Joseon también esperaba extraer recursos muy necesarios para su ejército y súbditos, que habían sufrido en la guerra contra los Ming.
En 1627, Hong Taiji despachó a los príncipes Amin, Jirgalang, Ajige y Yoto a Joseon con 30,000 tropas, bajo la guía de Gang Hong-rip y Li Yongfang. Los yurchen encontraron una fuerte resistencia en las ciudades fronterizas, pero las guarniciones fronterizas de Joseon fueron rápidamente derrotadas. El ejército yurchen avanzó hacia Uiju, donde el general Ming Mao Wenlong estaba estacionado, y Mao huyó rápidamente con sus hombres hacia el mar de Bohai. A continuación, los yurchen atacaron Anju. Cuando quedó claro que la derrota era inevitable, las guarniciones de Anju se suicidaron haciendo explotar su almacén de pólvora. Pionyang cayó sin luchar y el ejército Jin cruzó el río Taedong.
Para entonces, las noticias de la invasión habían llegado a la corte Ming, que inmediatamente despachó un contingente de socorro a Joseon, frenando el avance yurchen hacia Hwangju. El rey Injo envió entonces un enviado para negociar un tratado de paz, pero para cuando el mensajero regresó, Injo ya había huido de Hanseong a la isla Ganghwa en pánico.

### Campaña de Mongolia (1625–1635)
Los khorchin mongoles se aliaron con Nurhaci y los yurchen en 1626, sometiéndose a su gobierno para protegerse contra los khalkha mongoles y los chahar mongoles. Siete nobles khorchin murieron a manos de khalkhas y chahars en 1625. Esto comenzó la alianza khorchin con la Qing.
Los chahar mongoles fueron combatidos por Dorgon en 1628 y 1635. Una expedición contra los chahar mongoles en 1632 fue ordenada para establecer un puesto comercial en Zhangjiakou. Los Qing derrotaron a los ejércitos del khan mongol Ligdan, quien estaba aliado con los Ming, poniendo fin a su gobierno sobre los Yuan del Norte. La derrota de Ligdan khan en 1634, además de ganar la lealtad de las hordas mongolas del sur, trajo un vasto suministro de caballos a los Qing, mientras negaba el mismo suministro a los Ming. Los Qing también capturaron el Gran Sello de los khanes mongoles, dándoles la oportunidad de presentarse como herederos de la dinastía Yuan también.

## Hong Taiji y la formación de la dinastía Qing

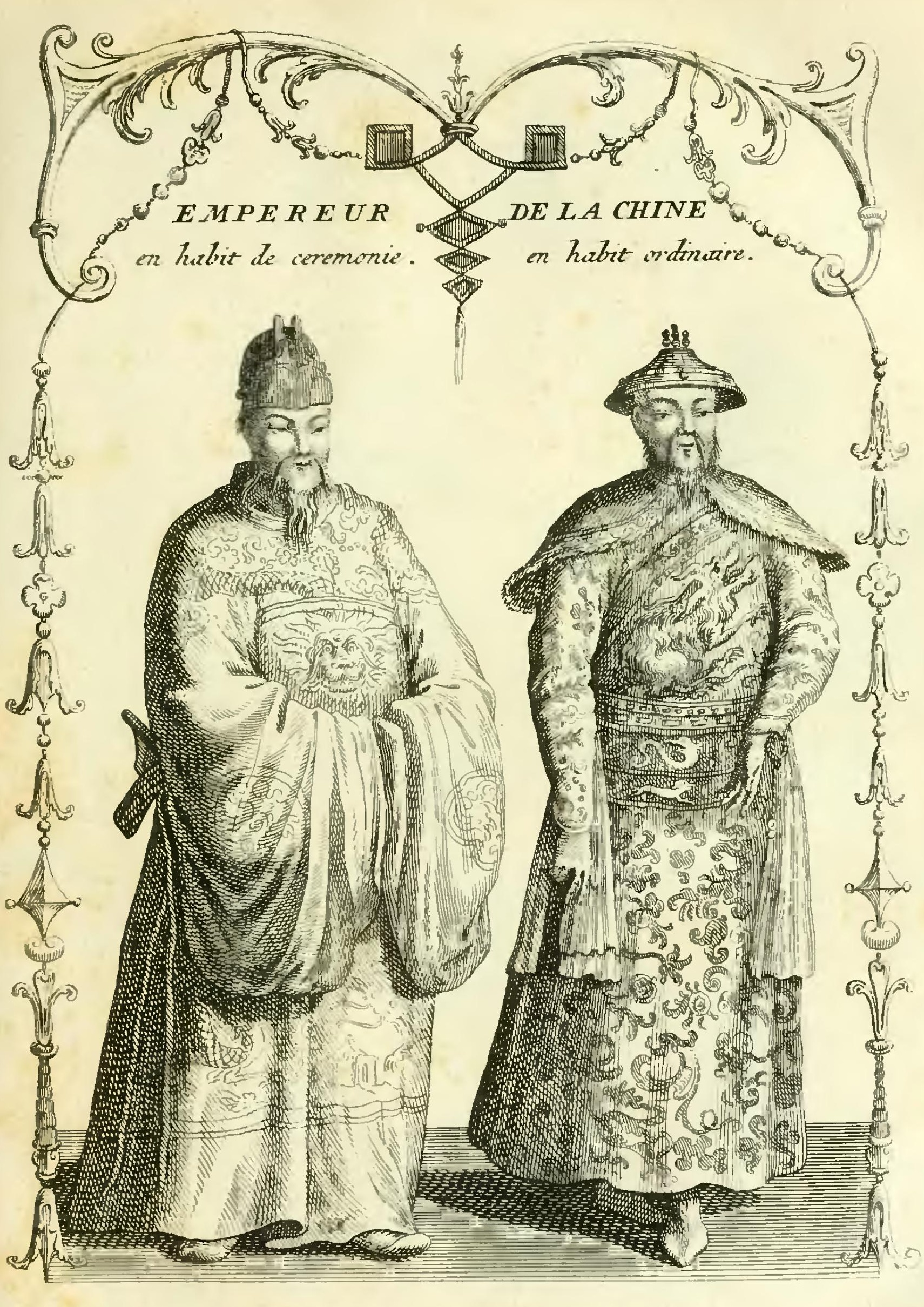
Ilustración de misioneros jesuitas del emperador Ming y Qing en uniforme ordinario.

Hong Taiji fue el octavo hijo de Nurhaci, a quien sucedió como el segundo gobernante de la dinastía Jin Posterior en 1626. Organizó exámenes imperiales para reclutar oficiales eruditos de los han, y adoptó formas legales chinas. Formó colonias militares chinas han autónomas gobernadas por oficiales chinos Han, donde los manchúes tenían prohibido entrar. Hong Taiji restringió el poder de los príncipes manchúes al depender de oficiales chinos Han. Dio la bienvenida personalmente a los comandantes Ming que se rindieron, comiendo lado a lado con ellos para construir una relación que era imposible con los emperadores Ming. Los manchúes, liderados por príncipe Amin, expresaron su descontento con la situación al masacrar a la población de Qian'an y Yongping. Hong Taiji respondió arrestando y encarcelando a Amin, quien luego murió en prisión. Luego implementó, por insistencia de sus asesores chinos Han, una educación de estilo chino confuciana y ministerios gubernamentales al estilo Ming. Cuando Zhang Chun, un comandante Ming, fue capturado pero se negó a desertar, Hong Taiji personalmente le sirvió comida para mostrar su sinceridad (Zhang aún se negó pero fue mantenido en un templo hasta su muerte). Con la rendición de Dalinghe en 1631, los oficiales militares más capaces de los Ming se convirtieron en seguidores fieles de la nueva dinastía que se encargarían de la preparación y planificación de gran parte de la guerra. Desde este episodio en adelante, la transición dejó de ser un conflicto entre naciones entre chinos y manchúes, sino más bien una guerra civil entre Mukden y Beijing.
Mientras tanto, en los Ming, el motín de Wuqiao estalló en 1631, liderado por Kong Youde y Geng Zhongming. Los soldados mal abastecidos y mal pagados se amotinaron contra la dinastía Ming. Posteriormente navegaron a través del golfo de Bohai y desertaron a los yurchen
Hong Taiji era reacio a convertirse en emperador de China. Sin embargo, los oficiales chinos Han Ning Wanwo (寧完我|寧完我), Fan Wencheng, Ma Guozhu (馬國柱|馬國柱), Zu Kefa (祖可法), Shen Peirui (沈佩瑞), y Zhang Wenheng (張文衡) lo instaron a declararse como Emperador de China. El 14 de mayo de 1636, aceptó este consejo, cambiando el nombre de su régimen de Jin a Qing, y entronizándose como emperador de China en una elaborada ceremonia confuciana.
El cambio de nombre de Hong Taiji de los yurchen a manchúes tenía la intención de ocultar el hecho de que los yurchen de Jianzhou eran vasallos de los han. La dinastía Qing ocultó cuidadosamente las dos ediciones originales de los libros de Qing Taizu Wu Huangdi Shilu y el Manzhou Shilu Tu (Taizu Shilu Tu) en el palacio Qing, prohibiéndolos de la vista pública, porque mostraban que la familia manchú Aisin-Gioro había sido gobernada por la Ming. En el período Ming, los coreanos de Joseon se referían a las tierras habitadas por yurchen al norte de la península coreana, por encima de los ríos Yalu y Tumen, como parte de China Ming, como el "país superior" (sangguk), el nombre que usaban para referirse a China Ming. Los Qing excluyeron deliberadamente referencias e información de la Historia de Ming que mostraban a los yurchen (manchúes) como subservientes a la dinastía Ming, para ocultar su antigua relación de vasallaje con los Ming. Los Registros Veraces de Ming no se utilizaron para citar la Historia de Ming por esta razón. Negarse a mencionar en el Mingshi que los fundadores Qing eran súbditos de China Ming tenía como objetivo evitar la acusación de rebelión.

### Matrimonios han-manchú
Los generales han que desertaron a los manchúes a menudo fueron dados mujeres de la familia imperial Aisin-Gioro en matrimonio. Las princesas manchúes Aisin-Gioro también se casaban con los hijos de oficiales chinos han. El líder manchú Nurhaci casó a una de sus nietas (hija de Abatai) con el general Ming Li Yongfang después de que rindiera Fushun en Liaoning a los manchúes en 1618. Los descendientes de Li Yongfang recibieron el título de "Barón de Tercera Clase" (en chino, 三等子爵; pinyin, sān děng zǐjué). Li Yongfang fue el tatarabuelo de Li Shiyao. La cuarta hija del Kangxi fue casada con Sun Cheng'en, hijo del chino Han Sun Sike. Otras mujeres Aisin-Gioro se casaron con los hijos de los generales chinos Han Geng Jimao, Shang Kexi y Wu Sangui. Mientras tanto, los soldados comunes que desertaron a menudo recibían mujeres manchúes no reales como esposas, y un matrimonio masivo de oficiales y funcionarios chinos Han con mujeres manchúes, que sumaban 1,000 parejas, fue arreglado por el príncipe Yoto y el khan Hong Taiji en 1632 para promover la armonía entre los dos grupos étnicos.
Esta política, que comenzó antes de la invasión de 1644, continuó después. Un decreto de 1648 del Shunzhi permitió a los hombres civiles chinos Han casarse con mujeres manchúes de las Banderas con el permiso del Junta de Ingresos si eran hijas registradas de oficiales o plebeyas, o el permiso de su capitán de compañía de bandera si eran plebeyas no registradas, y solo más tarde en la dinastía estas políticas que permitían el matrimonio mixto fueron eliminadas. El decreto fue formulado por el príncipe Dorgon. Al principio de la dinastía Qing, el gobierno Qing apoyó las bodas de desertores chinos Han con chicas manchúes. Los Banderas chinos Han se casaban con manchúes y no había ninguna ley en contra de esto.
El rango "Dolo efu" fue otorgado a los esposos de las princesas Qing. Geng Zhongming, un banderín chino Han, recibió el título de Príncipe Jingnan, y su hijo Geng Jingmao logró que ambos de sus hijos Geng Jingzhong y Geng Zhaozhong se convirtieran en asistentes de la corte bajo el emperador Shunzhi y se casaran con mujeres Aisin-Gioro, con la nieta del príncipe Abatai casándose con Geng Zhaozhong y la hija de Haoge (un hijo de Hong Taiji) casándose con Geng Jingzhong. Una hija del Príncipe manchú Aisin-Gioro Yolo fue casada con Geng Juzhong, quien era otro hijo de Geng Jingmao. Las mujeres Aisin-Gioro también fueron ofrecidas a mongoles que desertaron a los manchúes. El príncipe regente manchú Dorgon dio una mujer manchú como esposa al oficial chino Han Feng Quan, quien había desertado de los Ming a los Qing. Feng Quan adoptó voluntariamente el peinado de cola manchú antes de que se impusiera a la población china han y también aprendió el idioma manchú.

### Construcción de un ejército mixto

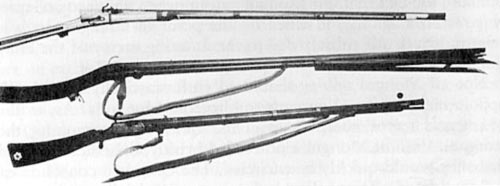
Armas de fuego Ming.

Cuando Li Yongfang se rindió, se le dio un estatus mucho más alto que bajo la Ming, e incluso se le permitió mantener a sus tropas como retenedores. Kong Youde, Shang Kexi y Geng Zhongming también se les permitió mantener sus ejércitos personales. El señor de la guerra Shen Zhixiang, que había tomado ilegalmente el mando de las tropas de su tío fallecido Shen Shikui como su ejército privado, no pudo obtener reconocimiento de la corte Ming. Luego procedió a liderar sus fuerzas para cambiar de lealtad a la Qing, y se convirtieron en activos críticos para los Qing.
Había muy pocos manchúes étnicos para gobernar China, pero absorbieron a los mongoles derrotados y, más importante aún, añadieron a los han a las Ocho Banderas. Los manchúes tuvieron que crear un "Jiu Han jun" (Ejército Han Antiguo) entero debido al gran número de soldados chinos Han absorbidos en las Ocho Banderas por captura y deserción. Los Qing mostraron que los manchúes valoraban las habilidades militares en propaganda dirigida al ejército Ming para que desertaran a los Qing, ya que el sistema político civil Ming discriminaba al ejército. Desde 1618 hasta 1631, los manchúes recibieron desertores chinos Han y sus descendientes se convirtieron en Banderas Han y aquellos muertos en batalla fueron conmemorados como mártires en biografías.
Hong Taiji reconoció que se necesitaban desertores Ming para derrotar a los Ming, explicando a otros manchúes por qué necesitaba tratar con indulgencia al general desertor Ming Hong Chengchou. Hong Taiji entendió que los Ming no serían fácilmente derrotados a menos que se incluyeran en el ejército tropas chinas Han que manejaran mosquetes y cañones. De hecho, entre las Banderas, las armas de pólvora como mosquetes y artillería eran utilizadas específicamente por las Banderas chinas Han. Los manchúes establecieron un cuerpo de artillería compuesto por soldados chinos Han en 1641. El uso de artillería por los Banderas Han pudo haber llevado a que se les conociera como soldados "pesados" (ujen cooha). Los "cañones de abrigo rojo" formaban parte del ejército Han (Liaodong chino Han) que servía a los Qing.
Los oficiales Ming que desertaron a los Qing podían conservar su rango militar anterior. Los Qing recibieron la deserción de Shen Zhixiang en 1638. Entre otros oficiales chinos Han que desertaron a los Qing estaban Ma Guangyuan, Wu Rujie, Zu Dashou, Quan Jie, Geng Zhongming, Zu Zehong, Zu Zepu, Zu Zerun, Deng Changchun, Wang Shixian, Hong Chengchou, Shang Kexi, Liu Wuyuan, Zu Kefa, Zhang Cunren, Meng Qiaofang, Kong Youde, Sun Dingliao. Se otorgaron rangos aristocráticos y militares, plata, caballos y posiciones oficiales a desertores chinos Han como Zhang Cunren, Sun Dingliao, Liu Wu, Liu Liangchen, Zu Zehong, Zu Zepu, Zu Kufa y Zu Zerun. Los desertores chinos Han fueron los principales responsables de la estrategia militar después de 1631.
Tantos Han desertaron a los Qing e hincharon las filas de las Ocho Banderas que los manchúes étnicos se convirtieron en una minoría dentro de las Banderas, constituyendo solo el 16% en 1648, con los Banderas Han dominando con un 75% y los Banderas mongoles constituyendo el resto. Fue esta fuerza multiétnica en la que los manchúes eran solo una minoría la que unificó China para los Qing. La toma de poder Qing fue realizada por las Banderas multiétnicas chinas Han, Banderas mongolas y Banderas manchúes que componían el ejército Qing. En 1644, China Ming fue invadida por un ejército que tenía solo una fracción de manchúes, siendo multiétnico, con Banderas chinas Han, Banderas mongolas y Banderas manchúes. La barrera política estaba entre los plebeyos formados por chinos Han no banderines y la "élite de conquista", formada por banderines chinos Han, nobles y mongoles y manchúes. La etnia no era el factor determinante. Los banderines chinos de la etnia han (Nikan) usaban banderas de color negro y Nurhaci estaba custodiado por soldados chinos han. Otras banderas se convirtieron en una minoría en comparación con los destacamentos de la Bandera Negra (Nikan) china Han durante el reinado de Nurhaci.

## Camino hacia la Gran Muralla

### Segunda campaña de Joseon (1636–1637)
Los Jin Posterior habían obligado a Joseon a abrir mercados cerca de las fronteras porque sus conflictos con Ming habían traído dificultades económicas y hambruna a los súbditos Jin. Joseon también fue forzado a transferir la soberanía de la tribu warka a Jin. Además, se debía extraer y regalar al khan Jin un tributo de 100 caballos, 100 pieles de tigre y leopardo, 400 rollos de algodón y 15,000 piezas de tela. El hermano del rey Injo fue enviado a entregar este tributo. Sin embargo, en cartas posteriores al rey de Joseon, Hong Taiji se quejaría de que los coreanos no se comportaban como si hubieran perdido, y no cumplían con los términos del acuerdo. Los comerciantes y mercados de Joseon continuaron comerciando con Ming y ayudaban activamente a los súbditos Ming proporcionándoles grano y raciones. Hong Taiji los reprendió, diciendo que la comida de Joseon solo debería alimentar a los súbditos de Joseon.
Antes de la invasión, Hong Taiji envió a los príncipes Abatai, Jirgalang y Ajige para asegurar los accesos costeros a Corea, para que Ming no pudiera enviar refuerzos. El 9 de diciembre de 1636, Hong Taiji lideró a las Banderas manchúes, mongoles y han contra Joseon. El apoyo chino fue particularmente evidente en los contingentes de artillería y naval del ejército. El desertor Ming Kong Youde, ennoblecido como Príncipe Gongshun de los Qing, se unió a los ataques en la Ganghwa y Ka ("Pidao"). Los desertores Geng Zhongming y Shang Kexi también jugaron roles prominentes en la invasión de Corea.
Después de la segunda invasión manchú de Corea, la Corea de los Joseon fue forzada a dar varias de sus princesas reales como concubinas al regente manchú Qing príncipe Dorgon. En 1650, Dorgon se casó con la princesa Uisun coreana. El nombre de la princesa en coreano era Uisun y era hija del príncipe Yi Kaeyoon (Kumrimgoon). Dorgon se casó con dos princesas coreanas en Lianshan.

### Campañas contra las tribus del Amur
La Qing derrotó a la federación evenki-daur liderada por el jefe evenki Bombogor y lo decapitó en 1640, con ejércitos Qing masacrando y deportando evenkis y absorbiendo a los sobrevivientes en los Estandartes. Los nanais inicialmente lucharon contra Nurhaci y los manchús, liderados por su propio jefe nanai Hurka, Sosoku, antes de rendirse a Hong Taiji en 1631. Se impuso el afeitado obligatorio de la parte frontal de la cabeza a todos los hombres de los pueblos del Amur conquistados por los Qing, como los nanais. Los pueblos del Amur ya llevaban la coleta en la parte trasera de la cabeza, pero no se afeitaban la frente hasta que los Qing los sometieron y les ordenaron hacerlo. Los Qing casaron princesas manchúes con jefes del Amur que se sometieron a su dominio. Los daurs y los pueblos tunguses de la región del Amur (evenkis, nanais) y otras etnias de esta región fueron absorbidos en el sistema de los Ocho Estandartes de los Qing.

### Campaña de Liaoxi (1638-1642)
En 1638, los ejércitos Qing incursionaron profundamente en el interior de China hasta Jinan en la Shandong y se retiraron rápidamente al otro lado de la Gran Muralla. El emperador Ming insistió en concentrar todos los esfuerzos en combatir a los ejércitos rebeldes, comparando a los Qing con una simple «erupción cutánea» mientras que los rebeldes eran una «enfermedad visceral». En 1641, Jinzhou fue asediada por una fuerza de más de 30 cañones de artillería de estandarte han bajo el príncipe manchú Jirgalang, con apoyo de artillería coreana bajo el mando de Yu Im. Sin embargo, los coreanos fueron incapacitados por brotes de enfermedades. La ciudad fortificada de Songshan cayó después tras una gran batalla, debido a la defección y traición del comandante Ming Xia Chengde. El emperador respondió ordenando al comandante de la guarnición de Ningyuan, Wu Sangui, pasar a la ofensiva, pero fue rápidamente repelido. El príncipe manchú Abatai lideró otra incursión al interior de China, llegando a la provincia septentrional de Jiangsu y saqueando 12 000 taels de oro y 2 200 000 taels de plata. El Gran Secretario Ming Zhou Yanru se negó a entrar en combate, mientras fabricaba informes de victoria y extorsionaba sobornos para encubrir derrotas. El príncipe regente Dorgon más tarde contó a sus oficiales que leer los informes militares Ming capturados era «realmente muy cómico», porque la mayoría eran historias de victoria fabricadas. Mientras tanto, los rebeldes «bandidos» continuaban avanzando. Tras la caída de Songshan, y ante la insistencia de su hermano y sus hijos (también ex generales Ming) para unirse a ellos en la defección a los Qing, el comandante de Jinzhou, Zu Dashou, también desertó el 8 de abril de 1642, entregándoles la ciudad. Con la caída de Songshan y Jinzhou, el sistema de defensa Ming en Liaoxi colapsó, dejando a las fuerzas de Wu Sangui cerca del paso Shanhai como la última barrera en el camino de los ejércitos Qing hacia Beijing.

## Beijing y el norte (1644)
En sus últimos años, la Ming enfrentó numerosas hambrunas, inundaciones, caos económico y rebeliones. Li Zicheng se rebeló en la década de 1630 en Shaanxi en el norte.: 118 
Una rebelión liderada por Zhang Xianzhong se desarrolló en Shaanxi y Henan.: 118  Tras tomar el control de partes de la provincia de Hubei, Zhang se proclamó «Rey del Oeste». Los historiadores estiman que hasta un millón de personas fueron asesinadas durante el reinado de Zhang.
Justo cuando Dorgon, a quien los historiadores han llamado «el cerebro de la conquista Qing» y «el principal arquitecto de la gran empresa manchú», y sus asesores reflexionaban sobre cómo atacar a la Ming, las rebeliones campesinas que asolaban el norte de China se acercaban peligrosamente a la capital Beijing. En febrero de 1644, el líder rebelde Li Zicheng fundó la dinastía Shun en Xi'an y se proclamó rey. En marzo, sus ejércitos capturaron la importante ciudad de Taiyuan en Shanxi. Ante el avance de los rebeldes, el 5 de abril, el emperador Ming emperador Chongzhen solicitó ayuda urgente a cualquier comandante militar del imperio. El 24 de abril, Li Zicheng rompió las murallas de Pekín, y el emperador se ahorcó al día siguiente en una colina detrás de la Ciudad Prohibida. Fue el último emperador Ming que reinó en Pekín.
Los Qing propusieron a las fuerzas Shun de Li Zicheng el 6 de marzo de 1644 que se aliaran y dividieran el norte de China entre los Shun y los Qing, enviando una delegación para proponer un ataque conjunto contra los Ming para tomar las Llanuras Centrales. Los Shun recibieron la carta.
Cuando Li Zicheng y su ejército llegaron a Pekín, había hecho una oferta a través del antiguo eunuco Ming Du Xun al emperador Chongzhen de la dinastía Ming, proponiendo que Li Zicheng lucharía contra la dinastía Qing y erradicaría a todos los demás rebeldes en nombre de los Ming, si la dinastía Ming reconocía el control de Li Zicheng sobre su feudo de Shaanxi-Shanxi, le pagaba 1 millón de taels y confirmaba su rango noble de Príncipe. Li Zicheng no tenía intención de derrocar ni matar al emperador Ming. Sin embargo, el emperador, temiendo que aceptar tal conveniencia política arruinaría su reputación, intentó que Wei Zaode, el Gran Secretario principal, aceptara la decisión y asumiera la responsabilidad. Wei Zaode se negó a responder, por lo que el Emperador Chongzhen rechazó los términos de Li Zicheng. Li Zicheng marchó hacia la capital mientras los oficiales Ming se rendían y desertaban. Li Zicheng no tenía intención de matar al Emperador Chongzhen ni al Príncipe Heredero Ming, planeando reconocerlos como nobles de la nueva dinastía Shun. Li Zicheng lamentó la muerte del Emperador Chongzhen tras descubrir que se había suicidado, diciendo que había venido a compartir el poder y gobernar junto a él. Li Zicheng desconfiaba de los oficiales Ming que desertaron a su lado cuando cayó la dinastía Ming, viéndolos como la razón del colapso Ming. Tras declarar su propia dinastía Shun en Beijing, Li Zicheng envió una oferta al poderoso general Ming en la Gran Muralla, Wu Sangui, para que desertara a su lado a cambio de un alto rango noble y título. Wu Sangui dudó durante días antes de decidir aceptar el rango y desertar a Li Zicheng. Wu Sangui estaba en camino para capitular formalmente y desertar a Li Zicheng, pero para entonces Li Zicheng pensó que el silencio de Wu Sangui significaba que había rechazado la oferta y ordenó que decapitaran al padre de Wu Sangui. Esto llevó a Wu Sangui a desertar a los Qing.

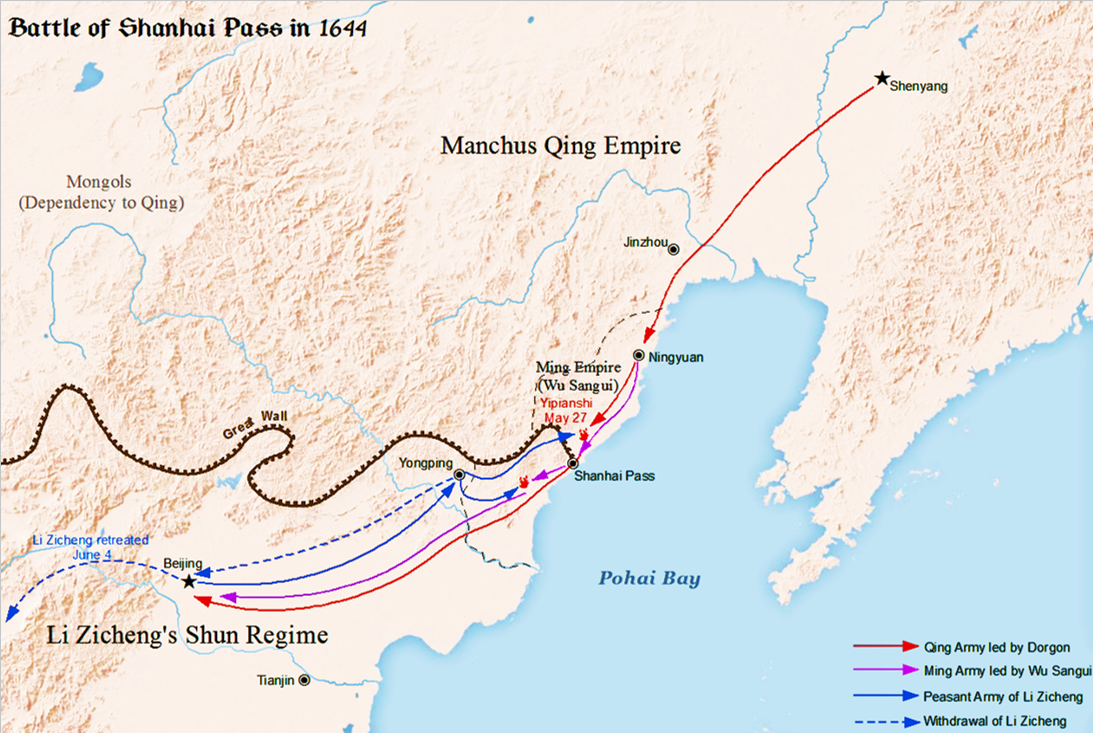
La batalla en el paso Shanhai que permitió a los manchús entrar en la China propiamente dicha

Poco después de que el emperador pidiera ayuda, el general Ming Wu Sangui dejó su bastión de Ningyuan al norte de la Gran Muralla y comenzó a marchar hacia la capital. El 26 de abril, sus ejércitos habían atravesado las fortificaciones del paso Shanhai (el extremo oriental de la Gran Muralla) y marchaban hacia Beijing cuando supo que la ciudad había caído, tras lo cual regresó al Paso de Shanhai. Li Zicheng envió dos ejércitos para atacar el paso, pero las tropas endurecidas de Wu los derrotaron fácilmente el 5 y 10 de mayo. Luego, el 18 de mayo, Li Zicheng lideró personalmente 60 000 de sus tropas fuera de Pekín para atacar a Wu. Al mismo tiempo, Wu Sangui escribió a Dorgon para solicitar la ayuda de los Qing en la expulsión de los bandidos y la restauración de la dinastía Ming.
Mientras tanto, la salida de Wu Sangui del bastión de Ningyuan había dejado todo el territorio fuera de la Gran Muralla bajo control Qing. Dos de los asesores chinos más destacados de Dorgon, Hong Chengchou y Fan Wencheng, instaron al príncipe manchú a aprovechar la caída de Pekín para presentarse como vengadores de los Ming caídos y reclamar el Mandato del Cielo para los Qing. Por lo tanto, cuando Dorgon recibió la carta de Wu, ya estaba a punto de liderar una expedición para atacar el norte de China y no tenía intención de restaurar a los Ming. Cuando Dorgon pidió a Wu que trabajara para los Qing en su lugar, Wu no tuvo más remedio que aceptar.
Tras la rendición formal de Wu a los Qing en la mañana del 27 de mayo, sus tropas de élite cargaron repetidamente contra el ejército rebelde, pero no pudieron romper sus líneas. Dorgon esperó hasta que ambos bandos se debilitaran antes de ordenar a su caballería galopar alrededor del ala derecha de Wu para cargar el flanco izquierdo de Li. Las tropas de Li Zicheng fueron rápidamente derrotadas y huyeron hacia Pekín. Tras su derrota en la batalla del paso Shanhai, las tropas Shun saquearon Pekín durante varios días hasta que Li Zicheng abandonó la capital el 4 de junio con toda la riqueza que pudo llevar, un día después de haberse proclamado desafiantemente Emperador del Gran Shun.

### Situación étnica
La conquista del Imperio [Ming], después de que los manchús se establecieran firmemente en Pekín, tuvo que llevarse a cabo en gran parte con tropas chinas [han], «reforzadas» con algún regimiento manchú aquí y allá [...] 

E.H. Parker.

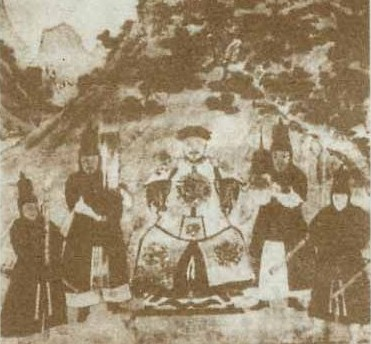
Wu Sangui fue un general de la dinastía Ming, que más tarde desertó a la dinastía Qing. Sin embargo, sus esperanzas de restaurar a los Ming se desvanecieron tras rebelarse contra el emperador Kangxi.

La fácil transición entre las dinastías Ming y Qing se ha atribuido a la negativa del emperador Chongzhen a trasladarse al sur cuando su capital estaba bajo amenaza rebelde. Esto permitió a la dinastía Qing capturar un cuerpo completo de funcionarios civiles calificados para administrar el país, y también aseguró que los pretendientes Ming del sur sufrieran divisiones internas debido a sus débiles pretensiones al trono. Una gran élite emigrada de norteños en el sur también habría aumentado la probabilidad de una política agresiva de reconquista para recuperar sus tierras del norte.
Los exámenes imperiales comenzaron a organizarse casi inmediatamente tras la captura de Pekín por los Qing. El gobierno Qing temprano estuvo dominado por eruditos del norte de China, y surgió una fuerte rivalidad entre eruditos del norte y del sur. Los funcionarios de la dinastía Ming en los departamentos de finanzas, nombramientos y militares se unieron en gran parte a la nueva dinastía y formaron el núcleo del servicio civil Qing, pero no el personal de ritos, música y literatura (los Qing podrían no haber priorizado estos últimos). Estos desertores fueron responsables de facilitar la transición del gobierno sin grandes contratiempos. Una gran proporción de oficiales militares y civiles en el Ministerio de Guerra recibieron ascensos tras desertar. Los cargos principales estaban principalmente en manos de banderizos han chinos de Liaodong.
Cuando Dorgon ordenó a los civiles han chinos desalojar el centro de Beijing y mudarse a las afueras, repobló el centro con los banderizos, incluidos los banderizos han chinos. Más tarde, se hicieron algunas excepciones, permitiendo a los civiles han chinos que ocupaban empleos gubernamentales o comerciales residir también en el centro de la ciudad. El gobierno civil estaba inundado de banderizos han chinos. Los presidentes de los Seis Consejos y otros cargos importantes fueron ocupados por banderizos han chinos elegidos por los Qing.
Fueron los banderizos han chinos los responsables del exitoso takeover Qing. Constituyeron la mayoría de los gobernadores en los primeros años de los Qing y fueron quienes gobernaron y administraron China, estabilizando el dominio Qing. Los banderizos han chinos dominaron los puestos de gobernador general en la época de los emperadores Shunzhi y Kangxi, así como los puestos de gobernador, excluyendo en gran parte a los civiles han chinos comunes. Tres oficiales banderizos han chinos de Liaodong que jugaron un papel importante en el sur de China desde los Ming fueron Shang Kexi, Geng Zhongming y Kong Youde. Gobernaron el sur de China de forma autónoma como virreyes para los Qing. Los Qing evitaron deliberadamente colocar a manchús o mongoles como gobernadores provinciales y gobernadores generales, sin un solo gobernador manchú hasta 1658, ni un solo gobernador general hasta 1668.

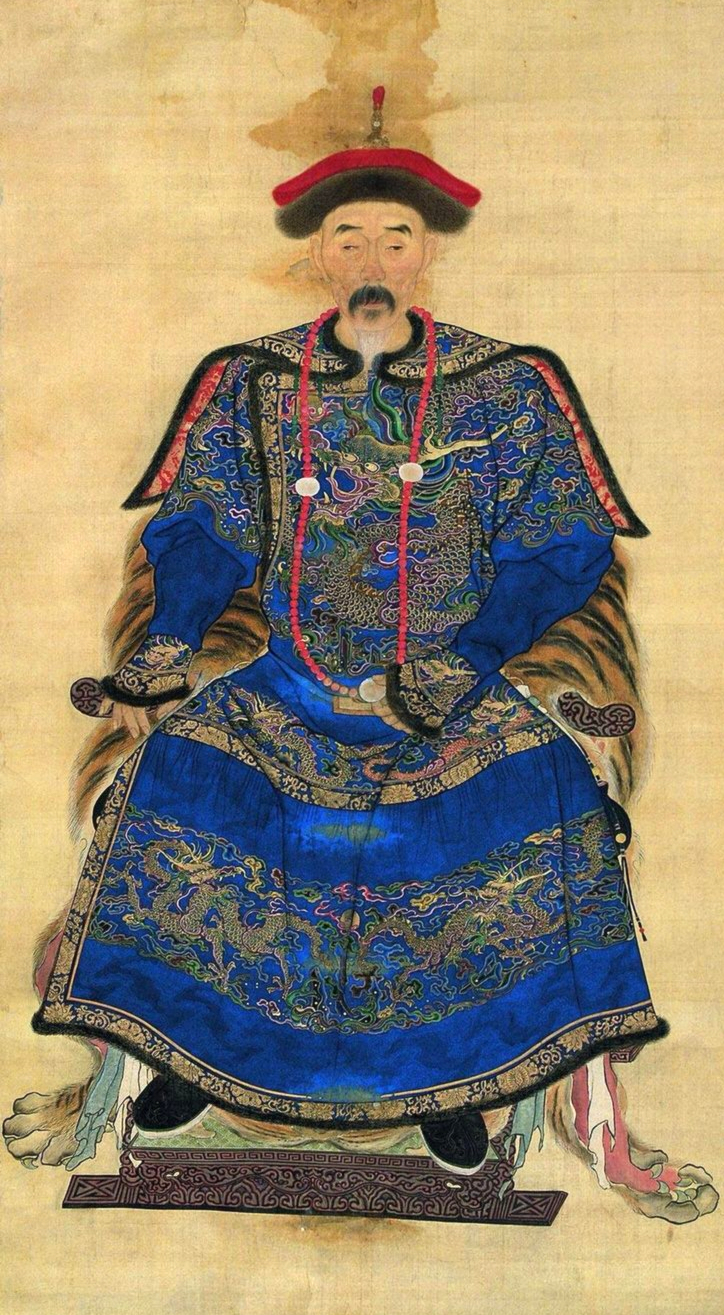
Un retrato de Hong Chengchou (1593–1665), un antiguo oficial Ming que aconsejó a Dorgon aprovechar la muerte violenta del emperador Ming Chongzhen para presentar a los Qing como vengadores de los Ming y conquistar toda China en lugar de saquear por botín y esclavos.

Además de los Estandartes han chinos, los Qing dependían del Ejército del Estandarte Verde, compuesto por fuerzas militares han chinas (Ming) que desertaron a los Qing, para ayudar a gobernar el norte de China. Fueron estas tropas las que proporcionaron la gobernanza militar diaria en China, y suministraron las fuerzas utilizadas en los combates de primera línea. Los banderizos han chinos, mongoles y manchús solo se desplegaban para responder a situaciones de emergencia donde había resistencia militar sostenida.
Fue un ejército Qing compuesto principalmente por banderizos han chinos el que atacó a los leales Ming de Koxinga en Nanjing. Los manchús enviaron banderizos han chinos a luchar contra los leales Ming de Koxinga en Fujian. Los Qing llevaron a cabo una política de despoblación masiva y limpiezas, obligando a las personas a evacuar la costa para privar a los leales Ming de Koxinga de recursos: esto llevó al mito de que los manchús «temían al agua». De hecho, en Guangdong y Fujian, fueron los banderizos han quienes llevaron a cabo los combates y matanzas para los Qing, lo que desmiente la afirmación de que el «miedo al agua» de los manchús tuviera relación con la evacuación costera para moverse tierra adentro y declarar la prohibición marítima. La mayoría de la población costera de Fujian huyó a las colinas o a Taiwán para evitar la guerra; Fuzhou era una ciudad vacía cuando las fuerzas Qing entraron en ella.

### Consolidación en el norte (1645)
Poco después de entrar en Beijing en junio de 1644, Dorgon despachó a Wu Sangui y sus tropas para perseguir a Li Zicheng, el líder rebelde que había llevado al último emperador Ming al suicidio, pero que había sido derrotado por los Qing a finales de mayo en la batalla del paso Shanhai. Wu logró enfrentarse a la retaguardia de Li varias veces, pero Li aún logró cruzar el paso Gu hacia Shanxi, y Wu regresó a Beijing. Li Zicheng restableció su base de poder en Xi'an (provincia de Shaanxi), donde había declarado la fundación de su dinastía Shun en febrero de 1644. En octubre de ese año, Dorgon envió varios ejércitos para desalojar a Li Zicheng de su bastión en Shaanxi, tras reprimir revueltas contra el dominio Qing en Hebei y Shandong durante el verano y otoño de 1644. Los ejércitos Qing liderados por Ajige, Dodo y Shi Tingzhu ganaron enfrentamientos consecutivos contra las fuerzas Shun en Shanxi y Shaanxi, obligando a Li Zicheng a abandonar su cuartel general en Xi'an en febrero de 1645. Perseguido por Ajige, Li retrocedió por el río Han hacia Wuchang, Hubei, y más allá hacia Tongcheng y las montañas Jiugong hasta que fue asesinado en septiembre de 1645, ya sea por su propia mano o por un grupo de campesinos que se habían organizado para la autodefensa en esta época de bandidaje desenfrenado.
Entre Beijing y Datong y en la provincia de Shanxi, grupos milenaristas de acólitos de artes marciales que se autodenominaban «Buenos Amigos Puros y Claros del Cielo Supremo» y la «Sociedad de los Buenos Amigos», respectivamente, se alzaron en rebelión en 1645 contra el nuevo régimen. Fueron reprimidos masacrando a cualquiera sospechoso de pertenecer a tales sectas populares.
Otros movimientos milenaristas sectarios en la provincia de Shanxi se alzaron en rebelión entre 1646 y 1648. Los temores de la corte a insurrecciones los llevaron a reprimir las sectas lideradas por Zheng Dengqi, lo que a su vez causó una gran rebelión. Los rebeldes fueron pacificados mediante generosas concesiones de amnistía.

### Políticas administrativas
Por orden de Nurhaci en 1629, varias obras chinas consideradas de importancia crítica fueron traducidas al manchú por Dahai. Las primeras obras traducidas fueron textos militares chinos dedicados a las artes de la guerra debido al interés de los manchús en el tema. Fueron el Liutao, Su Shu (素書), y Sanlüe seguidos por el texto militar Wuzi y El arte de la guerra.
Otros textos traducidos al manchú por Dahai incluyeron el código penal Ming. Los manchús dieron gran importancia a los textos chinos relacionados con asuntos militares y de gobernanza, y más textos chinos de historia, derecho y teoría militar fueron traducidos al manchú durante el reinado de Hong Taiji en Mukden. Se realizó una traducción al manchú de la novela china de temática militar Romance de los Tres Reinos. Además de las traducciones de Dahai, otras obras de literatura, teoría militar y textos legales chinos fueron traducidos al manchú por Erdeni.
Para pacificar a la población, las autoridades Qing se aseguraron de nombrar buenos funcionarios locales. Estos eran principalmente magistrados locales ex-Ming no banderizos que colaboraron; prácticamente todos los puestos a nivel de condado fueron ocupados por han chinos no banderizos, que superaban a los oficiales banderizos en una proporción de 12 a 1. Había tantos colaboradores que la corte Qing tuvo que reducir su número. La corte también prestó gran atención a combatir la corrupción administrativa mediante inspecciones intensificadas e implementó un sistema de revisión burocrática («kao cheng»). Esto ayudó a mejorar las operaciones del gobierno local.
El régimen Qing aprobó la Ley de Investigación de Seguridad Vecinal («linbao jiancha fa») que organizaba a los hogares en grupos de «responsabilidad mutua» de 10 y 100, nombrando líderes responsables de arrestar fugitivos. Inicialmente, también se usó para evitar que la población se moviera en zonas inquietas y para detener el comercio de armas y caballos. De 1648 a 1649, las armas y caballos civiles fueron confiscados directamente, pero luego se permitieron para hogares aprobados en unidades de responsabilidad mutua.

### Conquista del noroeste (1644-1649)
Los monguors, que eran tusi nombrados por el emperador Ming, apoyaron a la Ming contra una revuelta tibetana y contra los rebeldes de Li Zicheng en 1642. No pudieron resistir a Li Zicheng y muchos jefes tusi fueron masacrados. Cuando las fuerzas Qing bajo Ajige y Meng Qiaofang lucharon contra las fuerzas de Li después de 1644, se unieron rápidamente al lado Qing. Mientras tanto, fuerzas leales Ming de 70 000 soldados bien equipados se reunieron en las montañas al sur de Xi'an, bajo los ex comandantes Ming Sun Shoufa, He Zhen y Wu Dading, capturando la ciudad de Fengxiang. Mientras avanzaban hacia Xi'an, fueron flanqueados por desertores Ming recientes bajo Meng Qiaofang y superados por banderizos. Los rebeldes de He Zhen eran principalmente bandidos, y continuaron operando desde pequeños fuertes en las regiones boscosas y montañosas con 10 a 15 familias rebeldes en cada fuerte, generalmente centrados alrededor de un templo. Generalmente disfrutaban de apoyo popular y se retiraban a refugios seguros en las montañas altas al recibir avisos locales de movimientos militares en la zona. Los grupos de fuertes se congregaban alrededor de un «Rey», que otorgaba comisiones de Coronel o Mayor a otros líderes de fuertes. Finalmente fueron pacificados por fuerzas lideradas por Ren Zhen.
A finales de 1646, las fuerzas reunidas por un líder musulmán conocido en fuentes chinas como Milayin (米喇印) se rebelaron contra el dominio Qing en Ganzhou (Gansu). Pronto se le unió otro musulmán llamado Ding Guodong (丁國棟). Proclamando que querían restaurar a los Ming caídos, ocuparon varias ciudades en Gansu, incluida la capital provincial Lanzhou. La disposición de estos rebeldes a colaborar con chinos no musulmanes sugiere que no solo estaban motivados por la religión, y no buscaban crear un estado islámico. Para pacificar a los rebeldes, el gobierno Qing despachó rápidamente a Meng Qiaofang, gobernador de Shaanxi, un antiguo oficial Ming que se había rendido a los Qing en 1631. Los líderes rebeldes persuadieron a Zhu Shichuan, Príncipe Ming de Yanchang, para legitimarlos como una fuerza leal Ming, y capturaron rápidamente Ganzhou y Liangzhou, pero fueron repelidos en Gongchang, Gansu. Milayin y Ding Guodong negociaron una tregua en la que se convertirían en comandantes Qing en abril de 1649, pero menos de cuatro semanas después se alzaron nuevamente en rebelión. Milayin fue rápidamente asesinado cuando intentó romper el cerco Qing, mientras que Ding Guodong se atrincheró para un asedio en Suzhou y se alió con el Kanato de Kumul al invitar al Príncipe Sa'id Baba a gobernar en Suzhou. El contraataque Qing fue interrumpido por el motín de Jiang Xiang (abajo).

## Caída del sur

### Conquista de Jiangnan (1645)

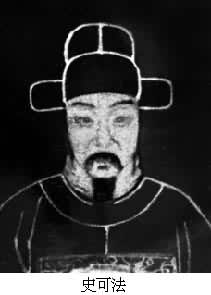
Retrato de Shi Kefa, quien se negó a rendirse a los Qing en la defensa de Yangzhou.

Semanas después de que el emperador Chongzhen se suicidara en Beijing en abril de 1644, descendientes de la casa imperial Ming comenzaron a llegar a Nanjing, que había sido la capital auxiliar de la dinastía Ming. Al acordar que los Ming necesitaban una figura imperial para reunir apoyo en el sur, el Ministro de Guerra de Nanjing Shi Kefa y el Gobernador General de Fengyang Ma Shiying acordaron formar un gobierno Ming leal alrededor del príncipe de Fu, Zhu Yousong, un primo hermano del emperador Chongzhen que estaba próximo en la línea de sucesión después de los hijos del emperador fallecido, cuyo destino aún era desconocido. El príncipe fue coronado como emperador el 19 de junio de 1644 bajo la protección de Ma Shiying y su gran flota de guerra. Reinó bajo el nombre de era «Hongguang» (弘光). El régimen Hongguang estuvo plagado de disputas faccionales que facilitaron la conquista Qing de Jiangnan, que se lanzó desde Xi'an en abril de 1645. Partió de Xi'an ese mismo día. Muy ayudado por la rendición de los comandantes Ming del Sur Li Chengdong y Liu Liangzuo, el ejército Qing tomó la ciudad clave de Xuzhou al norte del río Huai a principios de mayo de 1645, dejando a Shi Kefa en Yangzhou como el principal defensor de las fronteras septentrionales de los Ming del sur. La traición de estos comandantes entregó toda la zona noroeste de los Ming del Sur, ayudando a las fuerzas Qing a conectarse. El leal Ming Ma Shiying había traído a Nanjing tropas de las provincias occidentales compuestas por feroces guerreros tribales indígenas no han chinos llamados «soldados de Sichuan» para defender la ciudad contra los Qing. Estos leales Ming no han chinos «bárbaros» fueron masacrados por los ciudadanos han chinos de Nanjing después de que el pueblo han chino de Nanjing desertara pacíficamente y entregara la ciudad al dominio Qing cuando el emperador Hongguang abandonó la ciudad. La gente también gritó «¡Estos son el hijo y la nuera del ministro traidor Ma Shiying!» cuando desfilaron a la nuera y al hijo de Ma Shiying tras asaltar las casas de Ruan Dacheng y Ma Shiying, y también lo hicieron con la nuera y el hijo de Wang Duo. El secretario de la Compañía Neerlandesa de las Indias Orientales Johann Nieuhof observó que la ciudad de Nanjing y su gente no sufrieron daños por parte de los soldados Qing y que solo el palacio Ming sufrió destrucción. El daño infligido al palacio Ming fue en gran parte causado por los locales han chinos de Nanjing, y no por el ejército Qing.
El Príncipe Qing de Yu, Dodo, más tarde reprendió al Príncipe Ming del Sur de Fu, Zhu Yousong, por su estrategia de batalla en 1645, diciéndole que los Ming del Sur habrían derrotado a los Qing si hubieran atacado al ejército Qing antes de que cruzaran el río Amarillo en lugar de demorarse. El Príncipe de Fu no pudo encontrar palabras para responder cuando intentó defenderse.
En Jiangnan, los Qing implementaron tomas pacíficas para los distritos y ciudades que se rindieron sin resistencia violenta, dejando a los oficiales Ming que desertaron a cargo y el ejército han chino-manchú Qing no los atacó ni mató ni ejerció violencia contra los desertores pacíficos.
Varios contingentes de fuerzas Qing convergieron en Yangzhou el 13 de mayo de 1645. La mayoría del ejército Qing que marchó sobre la ciudad eran desertores Ming y superaban ampliamente a los manchús y los Banderizos. La pequeña fuerza de Shi Kefa se negó a rendirse, pero no pudo resistir la artillería de Dodo: el 20 de mayo, los cañones Qing manejados por los banderizos han chinos (Ujen Coohai) rompieron la muralla de la ciudad y Dodo ordenó la «matanza brutal» de toda la población de Yangzhou para aterrorizar a otras ciudades de Jiangnan para que se rindieran a los Qing. El 1 de junio, los ejércitos Qing cruzaron el río Yangtsé y tomaron fácilmente la ciudad de guarnición de Zhenjiang, que protegía el acceso a Nanjing. Los Qing llegaron a las puertas de Nanjing una semana después, pero el emperador Hongguang ya había huido. La ciudad se rindió sin luchar el 16 de junio de 1645 después de que sus últimos defensores hicieron prometer a Dodo que no dañaría a la población. En menos de un mes, los Qing capturaron al emperador Ming fugitivo (murió en Pekín al año siguiente) y tomaron las principales ciudades de Jiangnan, incluyendo Suzhou y Hangzhou. Para entonces, la frontera entre los Qing y los Ming del Sur se había desplazado al sur hasta el río Qiantang. Nieuhof observó que la ciudad de Nanjing no fue dañada por los soldados Qing.
Los soldados Qing rescataron a mujeres capturadas en Yangzhou y las devolvieron a sus maridos y padres originales en Nanjing después de que Nanjing se rindiera pacíficamente, agrupando a las mujeres en la ciudad y azotándolas con fuerza con su cabello conteniendo una etiqueta que mostraba el precio del rescate, que era barato, solo de 3 a 4 taels para las mejores y 10 taels como máximo para las que llevaban buena ropa.
Durante las luchas faccionales, el señor de la guerra Zuo Liangyu se había amotinado contra Ma Shiying, quien controlaba Nanjing, acusándolo de represión. Con la llegada de las fuerzas Qing a Jiujiang, casi todo el ejército de Zuo Liangyu desertó a los Qing. Esto proporcionó a los Qing un nuevo grupo crítico de líderes y tropas militares. Estos también eran oficiales de Liaodong, o habían servido allí anteriormente, que en la década de 1630 habían sido retirados para luchar contra rebeldes en las provincias interiores. El más importante de estos fue Jin Shenghuan, quien más tarde fue responsable por sí solo de la conquista de Jiangxi. Otros generales fueron el hijo de Zuo Liangyu, Zuo Menggeng, quien más tarde aplastó a los rebeldes en Datong, Lu Guangzu y Li Guoying, que sirvieron en la campaña de Sichuan, Xu Yong y Hao Xiaozhong, que sirvieron en las campañas de Hunan. Muchos de estos se convirtieron en los comandantes más capaces contra los leales Ming del Sur.
El emperador Hongguang huyó a Anhui en la orilla sur del Yangtsé en el campamento militar de Huang Degong en Tongling. Huang Degong le dijo que si hubiera muerto luchando hasta la muerte en Nanjing, entonces todos los ministros habrían seguido su ejemplo en la lucha contra los Qing, pero ahora que huyó sin pelear y escuchó a traidores, su pequeño ejército no podía actuar como guardia del emperador. Huang Degong luego dijo «Estoy dispuesto a dedicar mi vida a usted» después de que el emperador dijera resentidamente que no podía confiar en él como ministro. Luego, un grupo de soldados Qing han chinos y banderizos se presentó en el campamento de Huang Degong en Wuhu el 15 de junio de 1645, bajo Zhang Tianlu, el comandante de la guarnición de Guazhou, banderizos de Dodo y el general Liu Liangzuo. Huang Degong rechazó su demanda de entregar al emperador Hongguang, pero Zhang Tianlu entonces disparó una flecha a la garganta de Huang y lo mató. Tian Xiong y Ma Deong, los comandantes de brigada bajo Huang Degong, desertaron a los Qing y entregaron al emperador Hongguang al general Liu Liangzuo.

### Orden de la coleta y resistencia en Jiangnan (1645-1646)

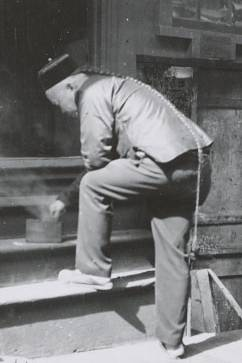
Un hombre chino en el Barrio Chino de San Francisco alrededor de 1900. La costumbre china de usar una coleta provino del edicto de Dorgon de julio de 1645 que ordenaba a todos los hombres afeitarse la frente y atar su cabello en una coleta como los manchús.

La resistencia en la región fue inicialmente silenciada. Como el corazón de la clase erudita, cientos de eruditos de Jiangnan se suicidaron ahogándose, ahorcándose, inmolándose o en huelga de hambre tras la noticia de la muerte del emperador Hongguang, a veces familias enteras. Aquellos que no colaboraron ni se suicidaron tuvieron que unirse a bandidos para resistir el nuevo régimen. Con la noticia de la caída de la capital en 1644 y el aumento vertiginoso de los precios de los alimentos, los campesinos pobres se rebelaron contra la élite local y la servidumbre indentada, diciendo que «amo y sirviente deben tratarse como hermanos». Saquearon las villas y obligaron a los ricos a huir a las ciudades. Aunque el régimen Ming del Sur logró restaurar el orden, el descontento persistió y se coalesció como la Sociedad del Dragón Negro, que reanudó inmediatamente su revuelta una vez que los Qing aplastaron las fuerzas Ming del Sur. Algunos de la nobleza, asociados con el movimiento Donglin, resistieron al compromiso, pero la mayoría de la nobleza y las élites urbanas procedieron a colaborar con los Qing para obtener su ayuda para reprimir la revuelta u otras amenazas como los bandidos. Sin embargo, con la introducción de la orden de la coleta, la resistencia anti-Qing explotó nuevamente.
El 21 de julio de 1645, después de que la región de Jiangnan hubiera sido superficialmente pacificada, Dorgon emitió «la promulgación más inoportuna de su carrera»: ordenó a todos los hombres chinos afeitarse la frente y trenzar el resto de su cabello en una coleta como los manchús. La pena por no cumplir era la muerte. En el edicto de la orden de la coleta, Dorgon enfatizó específicamente que los manchús y el emperador Qing llevaban la coleta y se afeitaban la frente, por lo que al seguir la orden de la coleta y afeitarse, los han chinos se parecerían a los manchús y al Emperador Qing, e invocó la noción confuciana de que el pueblo era como los hijos del emperador, que era como el padre, por lo que el padre y los hijos no podían verse diferentes y así disminuir las diferencias en la apariencia física entre manchús y han chinos.
La orden de la coleta fue propuesta por varios oficiales han chinos para ganarse el favor de Dorgon. Esta política de sumisión simbólica a la nueva dinastía ayudó a los manchús a distinguir amigos de enemigos. Sin embargo, para los oficiales y literatos han chinos, el nuevo peinado fue «un acto humillante de degradación» (porque violaba una directiva confuciana común de preservar el cuerpo intacto), mientras que para el pueblo común cortar su cabello «equivalía a la pérdida de su hombría». Debido a que unió a los chinos de todos los estratos sociales en la resistencia contra el dominio Qing, el mandato de cortar el cabello «rompió el impulso de la expansión [Qing]».
Un erudito menor, Wang Zhan, al mando de una milicia rural, asedió Taicang. En Xiushui, el comandante militar local Chen Wu y la nobleza local movilizaron una milicia y se rebelaron, pero fracasaron en un ataque a Jiaxing. En Kunshan, las fuerzas de resistencia bajo el magistrado Yang Yongyan, el general Wang Zuocai y el erudito Zhu Jihuang habían tenido poco éxito hasta que se aprobó la orden de la coleta, cuando experimentaron un aumento en el apoyo popular y lograron matar al magistrado colaboracionista local. Sin embargo, el ejército del Príncipe Dodo se volvió contra la región y, con la excepción de algunos bastiones como Jiangyin, los leales cayeron rápidamente y la población fue masacrada.
La resistencia de bandidos de los pantanos, pescadores, milicias lideradas por la nobleza y exsoldados Ming se unieron alrededor del lago Tai. Los bandidos de la región eran infames por secuestrar a personas ricas y amenazar con cegarlas o enterrarlas vivas a menos que se pagara un rescate, mientras distribuían comida y dinero a los pobres. Ahora sus embarcaciones fluviales se convirtieron en una fuerza de asalto naval ad hoc y se unieron a sus antiguos enemigos de la nobleza. La nobleza unió estos elementos en el «Ejército de Cabeza Blanca» ya que llevaban turbantes blancos. Al este del lago, la nobleza leal en el Songjiang bajo Chen Zilong y la restante Marina Ming en la isla Chongming bajo Wu Zhikui se coordinaron para levantarse y cortar las fuerzas Qing en Zhejiang. Los leales pretendían servir como un enlace entre la resistencia aguas arriba en Hunan y la resistencia costera en Zhejiang y Fujian. Los leales se dividieron por desacuerdos estratégicos. La marina leal, intentando navegar hacia el Lago Mao, fue destruida en Chushenpu por las fuerzas de embarcaciones ligeras del general Li Chengdong. La resistencia del lago Tai asaltó Suzhou pero quedó atrapada en la ciudad cuando las fuerzas Qing bajo Wang Guocai se reagruparon y cerraron las puertas. El Songjiang cayó tras ser engañado para abrir las puertas por las fuerzas Qing que cubrieron sus cabezas afeitadas. Un grupo de leales huyó para unirse a la resistencia en Fuzhou.
La población desafiante de Jiading y Songjiang fue masacrada por el ex general chino del norte Ming Li Chengdong, respectivamente el 24 de agosto y el 22 de septiembre. Jiangyin también resistió contra unos 10 000 soldados Qing durante 83 días. Cuando la muralla de la ciudad fue finalmente rota el 9 de octubre de 1645, el ejército Qing liderado por el desertor Ming del norte chino Liu Liangzuo, a quien se le había ordenado «llenar la ciudad de cadáveres antes de envainar sus espadas», masacró a toda la población, matando entre 74 000 y 100 000 personas. Cientos de miles de personas fueron asesinadas antes de que toda China fuera sometida al cumplimiento. Aunque los manchús banderizos a menudo se asociaban con la Masacre de Jiangyin que atacó a los leales Ming, la mayoría de los que participaron en la Masacre de Jiangyin fueron banderizos han chinos. Los soldados han chinos de Li Chengdong, que eran en su mayoría refugiados, campesinos y bandidos sublevados del norte, llamaron a los resistentes anti-coleta han chinos y leales Ming en Jiading «bárbaros del sur» (manzi), amenazándolos, diciendo «bárbaro del sur, entrega tus objetos de valor», violando, torturando y masacrando. Cuando los Qing impusieron la Orden de la Coleta en China, muchos desertores han chinos fueron nombrados en la masacre de disidentes. Li Chengdong supervisó tres masacres en Jiading que ocurrieron en el mismo mes; juntas resultaron en decenas de miles de muertes y dejaron las ciudades despobladas.
En Fuzhou, aunque los antiguos súbditos Ming fueron inicialmente compensados con plata por cumplir con la Orden de la Coleta, el general chino del sur desertor Hong Chengchou había aplicado la política exhaustivamente en los residentes de Jiangnan para 1645. Los banderizos han chinos fueron asignados repetidamente para hacer cumplir la Orden de la Coleta, a menudo resultando en masacres como la masacre de Yangzhou, durante las cuales los residentes locales fueron hostigados por las tropas.
La isla Chongming en el estuario del Yangtsé continuó albergando piratas y fuerzas de resistencia, amenazando con unirse a la resistencia en Anqing y Hubei-Hunan. Las autoridades Qing solo pudieron mantener el control trabajando con oficiales Ming corruptos como Qian Qianyi y Ruan Dacheng. Los marines leales continuaron luchando en la zona del lago Tai, bajo Wu Yi y Zhou Rui, principalmente pescadores y contrabandistas locales, lo que representó un problema para las fuerzas Qing que carecían de marineros competentes. Estos se unieron a la resistencia de la nobleza en toda la región, infligiendo severas pérdidas a las fuerzas Qing del gobernador Tu Guobao. Wu Yi intentó unirse a la resistencia Ming del Sur en Zhejiang entrando en negociaciones con el oficial Qing de Jiashan, pero fue una trampa; fue capturado y ejecutado. La resistencia aún continuó mientras la nobleza mantenía una protesta casi abierta. En 1645, en Liyang los campesinos pobres se rebelaron, alrededor de Tangshan un erudito lideró una rebelión de bandidos locales, y desde el monte Yuntai hasta Haizhou (Lianyungang) una insurgencia fue liderada por el Príncipe Ming de Xinchang. El Príncipe Ming de Rui'an y el Príncipe de Ruichang movilizaron rebeldes en la zona de Huai'an-Yangzhou y alrededor de Nanjing para un asalto a Nanjing en septiembre de 1646, pero los colaboradores Qing descubrieron el plan y lo derrotaron.

### Campaña de Sichuan (1646-1658)
A principios de 1646, Dorgon envió dos expediciones a Sichuan para intentar destruir el régimen de la Gran dinastía Xi de Zhang Xianzhong: la primera expedición no llegó a Sichuan porque se vio envuelta en enfrentamientos con remanentes; la segunda, bajo la dirección de Hooge (hijo de Hong Taiji que perdió la lucha por la sucesión en 1643), llegó a Sichuan en octubre de 1646. Al enterarse de que un ejército Qing liderado por un general importante se acercaba, Zhang Xianzhong huyó hacia Shaanxi, dividiendo sus tropas en cuatro divisiones con órdenes de actuar de manera independiente si algo le ocurría. Antes de partir, ordenó una masacre de la población de su capital, Chengdu.
Las fuerzas Qing avanzaron desde Xi'an hacia Sichuan. Temeroso de las tendencias asesinas de Zhang y con sus tropas sichuanesas reacias a llevar a cabo las masacres de Zhang contra sus propios paisanos, el comandante de Zhang, Liu Jinzhong, desertó a los Qing y los guió hasta Zhang. Más tarde, Liu recibió el título de Barón.
En el camino, Zhang Xianzhong fue sorprendido por un ejército Qing bajo Hooge y Li Guoying en el Monte Fenghuang, tras ser traicionado por uno de sus oficiales. Negándose a creer el informe de un explorador, salió a verificar por sí mismo y fue asesinado por una flecha. Esto fue presenciado por el misionero jesuita Gabriel de Magalhães, quien lo reportó. Zhang Xianzhong murió en una batalla contra las fuerzas Qing cerca del Xichong en el centro de Sichuan el 1 de febrero de 1647. Según un relato, fue traicionado por uno de sus oficiales, Liu Jinzhong, quien lo señaló para que un arquero lo matara. Hooge tomó Chengdu fácilmente, pero la encontró en un estado de desolación que no esperaba. Incapaces de encontrar alimentos en el campo, sus soldados saquearon la zona, mataron a los resistentes e incluso recurrieron al canibalismo a medida que la escasez de alimentos se agudizaba.
Sun Kewang asumió informalmente el liderazgo y se trasladó hacia el sur. En Chongqing, el general Ming Zeng Ying aún resistía. Los barcos de la dinastía Xi bajo Liu Wenxiu atacaron el barco de mando de Zeng en el Yangtsé, lo mataron y tomaron la ciudad, pero continuaron moviéndose hacia el sur hasta Guizhou. Un hijo pequeño de Zhang Xianzhong debía ser entronizado como el próximo gobernante, pero murió en el viaje. Los remanentes de las fuerzas Ming se trasladaron al este hacia el Fuling y el Yunyang bajo Li Zhanchun y Yu Dahai. Las fuerzas Ming restantes bajo Yang Zhan, ahora ascendido a Marqués y comandante Ming de Sichuan, se trasladaron al sur hacia Guizhou y trataron sin éxito de contactar con la corte de los Ming del Sur para obtener suministros, vagando desesperadamente en busca de provisiones hasta Jiading. Aquí comenzó a acumular recursos para prepararse para la guerra contra los Qing. Las fuerzas Qing abandonaron principalmente la provincia debido al hambre y el resto se acuarteló en Baoning en el norte bajo Li Guoying, quien se movilizó para aplastar el bandidaje, pidió que se enviaran suministros y recultivó la tierra para aliviar las condiciones de hambruna. Tras ser atacado y derrotado por Li Zhanchun y Yu Dahai en 1647 en una batalla terrestre-fluvial en Zhangzhou, comenzó a construir su propia fuerza fluvial. El emperador Yongli en Guangdong envió a su supuesto pariente lejano Zhu Rongfan para organizar las fuerzas Ming en Sichuan, quien en cambio se convirtió en otro señor de la guerra, estableciéndose como «Príncipe de Chu» en Kuizhou. Estos grupos comenzaron a luchar entre sí, lo que ayudó a los Qing a asegurar las partes norte y oeste de la provincia para 1652, y el resto de la provincia para 1658.
Las fuerzas anti-Qing, incluidas las de Gran Shun y los leales a Zhang Xianzhong, permanecieron activas en las regiones montañosas entre Chongqing y Hubei. Las fuerzas lideradas por Li Laiheng, sobrino de Li Zicheng, establecieron una base en la montaña Maolu del Xingshan desde 1653. Eran conocidos como las «Trece Familias de Kuidong» y lograron resistir hasta que fueron suprimidos por una campaña Qing a gran escala en 1664.

### Campañas de Jiangxi y Fujian (1646-1650)

Conquista de los Qing de los territorios de los Ming del Sur

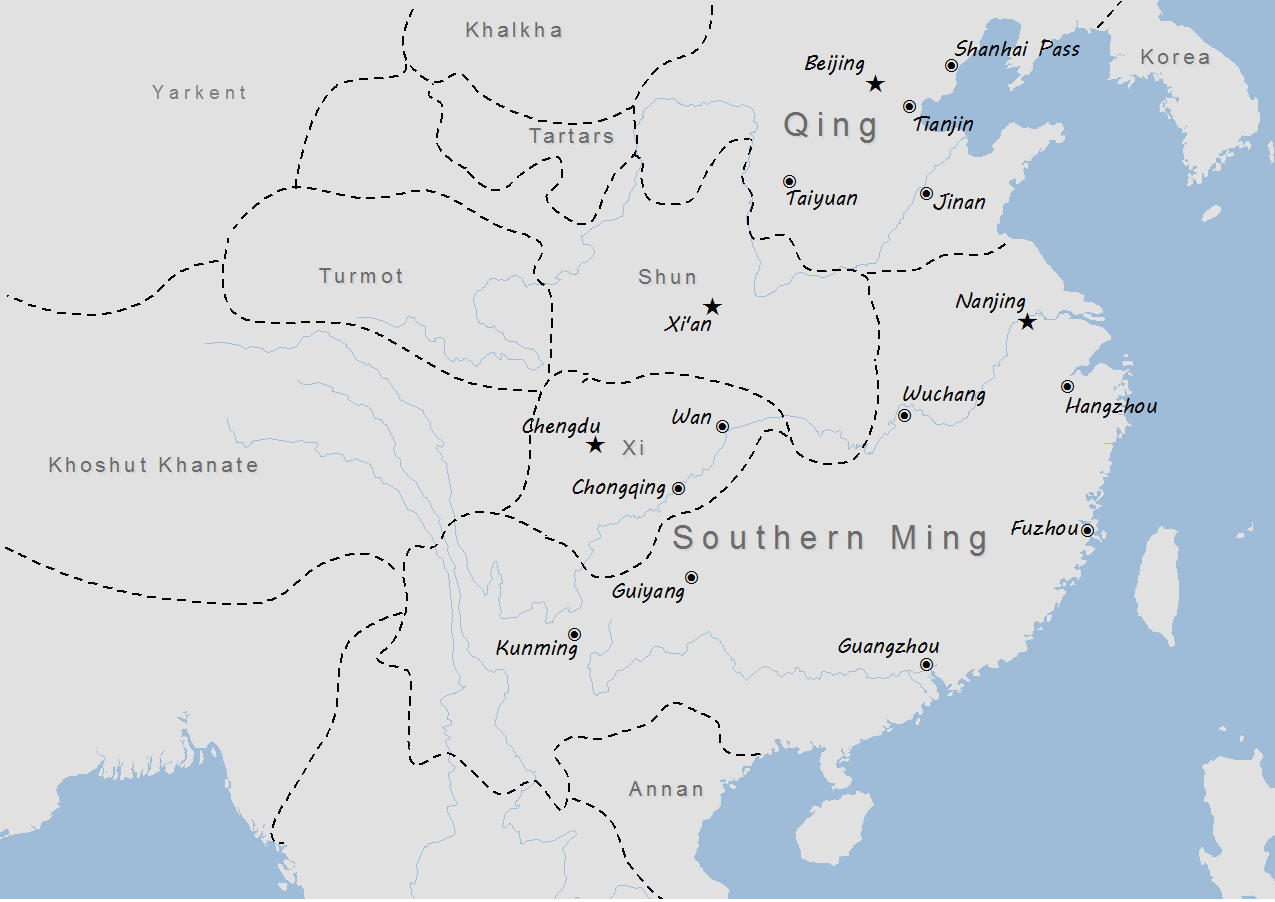
Situación de los Ming del Sur

El avance Qing hacia la provincia de Zhejiang fue ayudado por la colaboración de Tong Guoqi, quien fue nombrado Gobernador de Zhejiang y Fujian. Tong era originario de la Liaodong, pero vivía en Zhejiang, donde entró en contacto con eruditos católicos chinos que, afirmando que Europa era una sociedad ideal y que todas las naciones compartían una misma moral, argumentaban que la cultura china era demasiado centrada en sí misma y pedían la apreciación e imitación de naciones extranjeras, así como la cooperación con ellas, ya fueran europeas o manchúes. Este grupo, por lo tanto, apoyó el dominio manchú.
Mientras tanto, los Ming del Sur no habían sido eliminados. Cuando Hangzhou cayó ante los Qing el 6 de julio de 1645, el Príncipe de Tang Zhu Yujian, un descendiente de novena generación del fundador de los Ming Zhu Yuanzhang, logró escapar por tierra hacia la provincia sureste de Fujian. Coronado como el emperador Longwu en la ciudad costera de Fuzhou el 18 de agosto, dependía de la protección del talentoso navegante Zheng Zhilong (también conocido como «Nicholas Iquan»). El emperador sin hijos adoptó al hijo mayor de Zheng y le otorgó el apellido imperial. «Koxinga», como se conoce a su hijo en Occidente; es una distorsión del título «Señor del Apellido Imperial» (Guoxingye 國姓爺). A petición de Zheng Zhilong, el Shogunato Tokugawa en Japón apoyó discretamente a las fuerzas pro-Ming del clan Zheng, otorgándoles acceso a mercenarios, armas y otros materiales estratégicos. Zheng Zhilong elaboró un plan titulado «Gran Estrategia para ordenar el país», en el que abogaba por que los Ming del Sur reconquistaran territorio a través de comandantes militares regionales en lugar de una manera centralizada. Esto lo puso en desacuerdo con el emperador Longwu. La hambruna también golpeó tras una sequía y la pérdida de cosechas a lo largo de la región costera del sureste, mientras que los ataques Qing en el delta del río Yangtsé habían cortado el acceso a la seda cruda. En respuesta, el emperador Longwu quiso reconquistar las provincias de Huguang y Jiangxi, grandes productoras de arroz, para fortalecer a los Ming del Sur, pero Zheng Zhilong se negó a expandirse fuera de Fujian por temor a perder el control del régimen.
Mientras tanto, otro pretendiente Ming, el Príncipe de Lu Zhu Yihai, se había nombrado regente en Zhejiang, pero los dos regímenes leales no lograron cooperar, lo que redujo aún más sus posibilidades de éxito.
En febrero de 1646, los ejércitos Qing tomaron tierras al oeste del río Qiantang del régimen de Lu y derrotaron a una fuerza desorganizada que representaba al emperador Longwu en el noreste de Jiangxi. En mayo, sitiaron Ganzhou, el último bastión Ming en Jiangxi. En julio, una nueva campaña meridional liderada por el príncipe Bolo desorganizó el régimen de Zhejiang del Príncipe de Lu y procedió a atacar el régimen Longwu en Fujian. Con la esperanza de obtener recompensas del príncipe Bolo, Zheng Zhilong traicionó a los leales al contactar con Hong Chengchou y dejó el norte de Fujian indefenso contra un ejército Qing liderado por Li Chengdong y Tong Yangjia. Los Qing tomaron el control de Fujian en 1645.
Bajo el pretexto de aliviar el asedio de Ganzhou, la corte Longwu abandonó su base en Fujian a finales de septiembre de 1646, pero el ejército Qing los alcanzó. Longwu y su emperatriz fueron ejecutados sumariamente en Tingzhou (oeste de Fujian) el 6 de octubre de 1646. Tras la caída de Fuzhou el 17 de octubre, Zheng Zhilong se rindió a los Qing y su hijo Koxinga huyó a la isla de Taiwán con su flota. Cuando llegó la noticia de la muerte del emperador Longwu, la fortaleza de Ganzhou en el sur de Jiangxi, bajo el mando de Yang Tinglin, también cedió al general Qing Jin Shenghuan en noviembre de 1646.
El Príncipe-Regente de Lu, con la ayuda del señor marítimo Zhang Mingzhen, continuó la resistencia en el mar en la isla de Shacheng, entre Zhejiang y Fujian. Para julio de 1649, su base de operaciones se trasladó al norte, a Jiantiaosuo. Tras matar a un comandante naval rival, Huang Binqing, la base se trasladó a Zhoushan en noviembre. Desde allí intentó levantar una rebelión en Jiangnan, pero Zhoushan cayó ante los Qing en 1651 tras ser traicionado por los antiguos oficiales de Huang Binqing. Zhang Mingzhen, con toda su familia, huyó para unirse a Zheng Chenggong en Xiamen.

### Campaña de Hunan, Guangdong y Guangxi (1645-1650)
Tras la caída de Nanjing, el antiguo gobernador Ming de Huguang (Hubei y Hunan) He Tengjiao, bajo la corte Longwu, estableció los Trece Comandos de Defensa «(zhen)» con remanentes de la Shun en Hunan, que se hicieron famosos por resistir contra los Qing. Las fuerzas Qing bajo el desertor temprano Kong Youde sometieron Hunan en 1646. Tras la caída del régimen Longwu, He Tengjiao juró lealtad al emperador Yongli, continuando la resistencia en Hunan y Guizhou, y finalmente fue asesinado en Xiangtan en 1649.
El hermano menor del emperador Longwu, Zhu Yuyue, que había huido de Fuzhou por mar, fundó pronto otro régimen Ming en Guangzhou, la capital de la provincia de Guangdong, tomando el título de reinado Shaowu (紹武) el 11 de diciembre de 1646. Sin trajes oficiales, la corte tuvo que comprar túnicas a troupes de teatro locales. El 24 de diciembre, el príncipe de Gui Zhu Youlang estableció el régimen Yongli (永曆) en la misma vecindad. El Príncipe de Gui había huido del ataque de Zhang Xianzhong en Hubei/Hunan a Zhaoqing en Guangdong, pero su retirada a Guangxi llevó a otros leales a creer que los había abandonado y procedieron a entronizar al emperador Shaowu. La situación se complicó porque la corte Shaowu estaba compuesta principalmente por cantoneses locales, mientras que la corte Yongli estaba formada por hombres de otras provincias.
Los dos regímenes Ming lucharon entre sí hasta el 20 de enero de 1647, cuando una pequeña fuerza Qing liderada por el antiguo comandante de los Ming del Sur Li Chengdong capturó Guangzhou, matando al emperador Shaowu y obligando al emperador Yongli a huir a Nanning en Guangxi.
En mayo de 1648, sin embargo, Li Chengdong, decepcionado por ser nombrado solo comandante regional tras tomar la provincia de Guangdong, se amotinó contra los Qing y se unió nuevamente a los Ming. La reversión de otro desertor Ming descontento en Jiangxi, Jin Shenghuan, quien también estaba insatisfecho por ser nombrado comandante regional tras conquistar Jiangxi, ayudó al régimen Yongli a retomar la mayor parte del sur de China.
El emperador Yongli se sintió alentado por estos desarrollos y vio esperanzas en una reconquista Ming, comparándola con el renacimiento de las dinastías Han y Tang tras las usurpaciones de Wang Mang y An Lushan. Los leales esperaban trasladar al emperador a Wuchang donde lideraría una reconquista de Nanjing y Kaifeng. Sin embargo, el comandante Qing Xu Yong (uno de los que desertó en Jiangnan) repelió el contraataque leal en Changsha ya que la población no se puso del lado de los leales, y las fuerzas Qing avanzaron nuevamente. Xu Yong estuvo presente más tarde en la captura de He Tengjiao en Xiangtan, y su ejército absorbió las tropas restantes de He.
Este resurgimiento de las esperanzas leales fue de corta duración. Nuevos ejércitos han chinos-manchú-mongoles bajo Kong Youde, Jirgalang y Lekedehun lograron reconquistar la provincia central de Huguang (actual Hubei y Hunan) en 1649, y la población de Xiangtan fue masacrada. Jiangxi cayó ante otro ejército liderado por Tantai, Holhoi, Shang Kexi y Geng Zhongming. Guangdong cayó ante Shang Kexi en noviembre de 1650. El emperador Yongli huyó a Nanning y de allí a Guizhou. Finalmente, el 24 de noviembre de 1650, las fuerzas Qing lideradas por Shang Kexi capturaron Guangzhou con 74 de sus propios cañones y la ayuda de artilleros holandeses, y masacraron a la población de la ciudad, matando hasta 70 000 personas. En Guangzhou, las masacres de leales Ming y civiles en 1650 fueron llevadas a cabo por fuerzas Qing bajo el mando de generales de los Estandartes han chinos del norte Shang Kexi y Geng Jimao.

## Revueltas leales Ming en el norte (1647-1654)

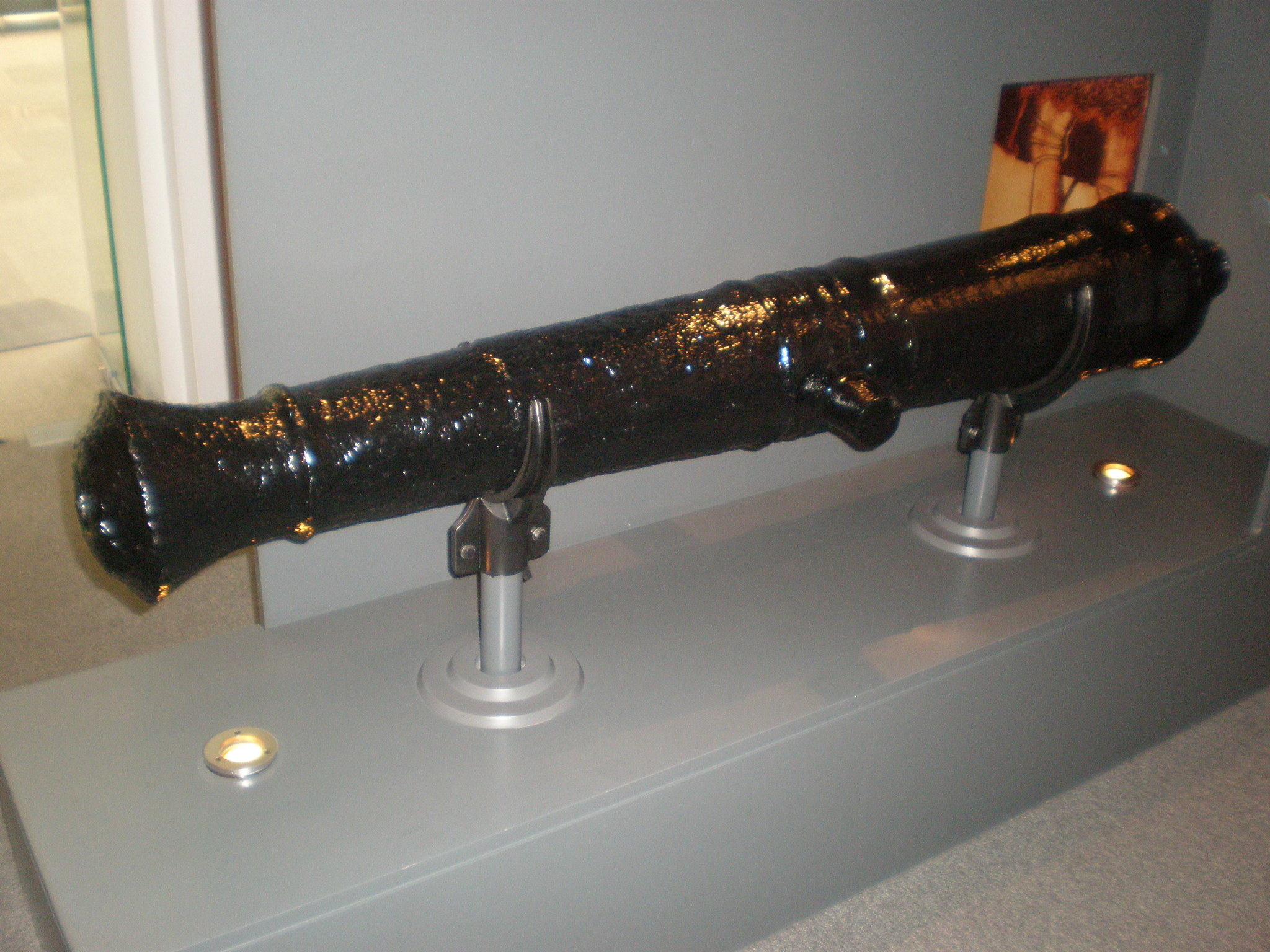
Un cañón fundido en 1650 por los Ming del Sur, del Museo de Defensa Costera de Hong Kong

Una gran revuelta estalló en Zouping, Shandong en marzo de 1647. Shandong había sido asolada por el bandidaje antes del colapso de la Ming, y la mayoría de los oficiales Ming y su milicia organizada por la nobleza dieron la bienvenida al nuevo régimen Qing, cooperando con ellos contra los bandidos que ahora crecieron en ejércitos rebeldes considerables completos con armas y cañones, cuyos líderes se declararon «reyes». Estos fueron mantenidos a raya por la nobleza local, que organizó a la población local en una fuerza de defensa.
En marzo de 1648, un jefe bandido, Yang Sihai, y una mujer con el apellido Zhang afirmaron ser el Príncipe Heredero del Emperador Tianqi y su consorte, respectivamente. Con la ayuda de otro jefe bandido llamado Zhang Tianbao, se rebelaron bajo la bandera Ming en Qingyun, al sur de Tianjin. Los Qing se vieron obligados a enviar «tropas pesadas» (artillería), así como refuerzos adicionales. Los Qing lograron sofocar la rebelión en 1649, pero con grandes pérdidas. Más al sur, en los bosques entre Shandong, Hebei y Henan, se estaban reuniendo 20 brigadas leales Ming de 1 000 hombres cada una. Esta fuerza, conocida como el «Ejército del Jardín de Olmos», estaba equipada con cañones occidentales. El comandante Li Huajing había declarado a un pariente lejano de la familia imperial Ming como el «Emperador Tianzheng», y sitió y capturó las ciudades de Caozhou, Dingtao, Chengwu, Dongming, Lanyang y Fengqiu. Se infligieron grandes bajas a los Qing. El general Ming desertor Gao Di lideró fuerzas de élite multiétnicas de los Estandartes para aplastar la insurrección el 18 de noviembre.
En enero de 1649, Jiang Xiang, el gobernador militar en Datong, Shanxi, se sintió amenazado porque Dorgon podría estar intentando restringir su autoridad y se rebeló, volviendo a jurar lealtad a los Ming. Dorgon viajó personalmente para intervenir contra los rebeldes. Los generales Liu Denglou, comandante de Yulin, y Wang Yongqiang, comandante principal en Yan'an, Shaanxi, contactaron a Jiang Xiang, se rebelaron y volvieron a los Ming. Se les unió el líder mongol Zhamasu, quien se alzó en las montañas Helan. La revuelta fue derrotada a finales de año por una fuerza de los Estandartes comandada por el Príncipe Bolo y Wu Sangui. La ciudad leal a los Ming de Puzhou fue sometida a una masacre. Simultáneamente, Zhu Senfu, un hombre que afirmaba estar relacionado con la familia imperial Ming, se declaró Príncipe de Qin en Jiezhou, Shaanxi, cerca de Sichuan, respaldado por un forajido local llamado Zhao Ronggui con un ejército de 10 000 hombres. Los rebeldes fueron aplastados por las fuerzas de Wu Sangui. En el caos, muchos grupos de bandidos expandieron sus incursiones. Un forajido local llamado Zhang Wugui se alzó en Shanxi y comenzó a repartir rangos y documentos Ming, formando un ejército. Atacó Wutai en 1649, pero fue expulsado. Continuó saqueando la provincia hasta que fue asesinado en febrero de 1655 cuando su cuartel fue descubierto por un explorador manchú.
Con los amotinados derrotados, los Qing se volvieron contra los rebeldes musulmanes de Ding Guodong en Suzhou, Gansu, y los aplastaron con facilidad en diciembre de 1649. Ding Guodong fue asesinado. La población fue apaciguada mediante el fortalecimiento de las protecciones judiciales y, por sugerencia del secretario supervisor He Bi, las comunidades musulmanas fueron desarmadas y trasladadas 150 li (75 km) lejos de las comunidades han chinas. El paso Jiayu fue bloqueado para cortar todas las relaciones entre el Kanato de Kumul y los musulmanes de Gansu. Para 1650, los rebeldes musulmanes habían sido aplastados en campañas que infligieron grandes bajas.
Los rebeldes en la región sureste de Shaanxi, una zona rural y salvaje, fueron liderados por el coronel Ming Tang Zhongheng, acompañado por los príncipes Ming Zhu Changying y Zhu Youdu y un comandante mongol Ming, Shibulai. Otros rebeldes, dado el fácil acceso a los leales Ming en la vecina Sichuan, pudieron continuar la resistencia. Sun Shoujin, quien se autoproclamó Conde de Xing'an, con la ayuda del general Tan Qi, lideró una alianza de fortalezas montañosas alrededor del monte Banchang, justo al sur de Ziyang. Resistieron un intenso asalto de los Estandartes con sus rifles largos, pero Tan Qi abandonó a Sun en julio de 1652, lo que llevó a la derrota y muerte de Sun. Una banda de bandidos, los «bandidos del poste», que estaban saqueando a la población local, también fueron derrotados poco después por la traición de uno de sus dos jefes.

## Lucha continua en el sur

### Conquista del suroeste (1652-1661)

La huida del emperador Yongli—el último soberano de la dinastía Ming del Sur—de 1647 a 1661. Los límites provinciales y nacionales son los de la República Popular China.

Tras la eliminación de la dinastía Xi de Zhang Xianzhong, sus generales se retiraron hacia el sur a la provincia de Guizhou, donde encontraron a las fuerzas Ming del Sur que retrocedían desde Guangxi. El emperador Ming, con una necesidad urgente de refuerzos, solicitó la ayuda de los seguidores de la dinastía Xi. El antiguo lugarteniente de Zhang Xianzhong, Sun Kewang, exterminó a todos sus oponentes en la corte Ming del Sur y mantuvo al emperador Ming bajo un encarcelamiento «de facto», mientras seguía refiriéndose a Zhang Xianzhong como un emperador fallecido.
Yunnan aún era una tierra fronteriza donde los caciques tribales tusi mantenían el poder en muchas áreas. Los tusi estaban liderados por la familia Mu, que ostentaba el título de Duque de Qianguo. En los primeros tiempos de los Ming, fue el duque Mu Sheng quien lideró los ejércitos Ming en Vietnam durante la guerra Ming-Ho. Ahora, la familia Mu seguía en el poder en Yunnan y permanecía leal a los Ming. Sin embargo, debido al descontento contra su gobierno, estallaron revueltas locales contra ellos. Mu se unió a los pocos oficiales Ming restantes y a Sun Kewang para restaurar el orden.
Aunque los Qing, bajo el liderazgo de Dorgon, habían empujado a los Ming del Sur profundamente hacia el sur de China, el lealismo Ming no estaba muerto aún. A principios de agosto de 1652, Li Dingguo, quien había servido como general en Sichuan bajo Zhang Xianzhong (m. 1647) y ahora protegía al emperador Yongli de los Ming del Sur, retomó Guilin (provincia de Guangxi) de los Qing. En un mes, la mayoría de los comandantes que habían apoyado a los Qing en Guangxi volvieron al lado Ming. A pesar de campañas militares ocasionalmente exitosas en Huguang y Guangdong en los siguientes dos años, Li Dingguo no logró retomar ciudades importantes. En 1653, la corte Qing puso a Hong Chengchou a cargo de retomar el suroeste. Con sede en Changsha (en lo que ahora es la provincia de Hunan), construyó pacientemente sus fuerzas; solo a finales de 1658 las tropas Qing, bien alimentadas y bien abastecidas, montaron una campaña multiprongada para tomar Guizhou y Yunnan. Estallaron luchas internas entre las fuerzas de Li Dingguo y Sun Kewang. El emperador Ming, temeroso de que Sun intentara hacerse emperador, pidió a Li Dingguo que lo liberara. Tras la derrota de las fuerzas de Sun, él y sus tropas sobrevivientes desertaron a los ejércitos Qing de Hong Chengchou, dando a los Qing la oportunidad de atacar.
Los manchús no pudieron conquistar el sur de China por su cuenta; solo lo hicieron delegando en los han chinos. Durante la lucha para extinguir el lealismo Ming en el sur, el emperador Shunzhi dependió cada vez más de los banderizos han chinos, algunos de segunda o incluso tercera generación, para llenar los puestos de gobernador y gobernador general como una especie de «jenízaros provinciales». Prácticamente todos los puestos fueron ocupados por oficiales militares profesionales de los Estandartes han chinos en lugar de manchús o civiles han chinos. Los banderizos han chinos fueron la principal fuerza que sometió el sur de China. Esto hizo que los Qing dependieran extremadamente de los ejércitos privados de los nobles banderizos han chinos autónomos. La dependencia de los han chinos se hizo evidente en 1660 cuando el emperador falló a favor de Lu Guangxu, un censor provincial han chino que presentó un informe criticando la corrupción militar manchú, destruyendo la afirmación manchú de que los oficiales han chinos no debían involucrarse en asuntos militares. Este cambio fue un reflejo de la importancia militar real de los han chinos en la dinastía, así como de la determinación de los gobernantes Qing de no permitir que la clase de los banderizos manchús y han chinos dominara el gobierno. A través de este compromiso, el conflicto entre la burocracia y el ejército que había ayudado a causar la caída de la dinastía Ming se resolvió.

### Huida a Birmania (1659-1662)

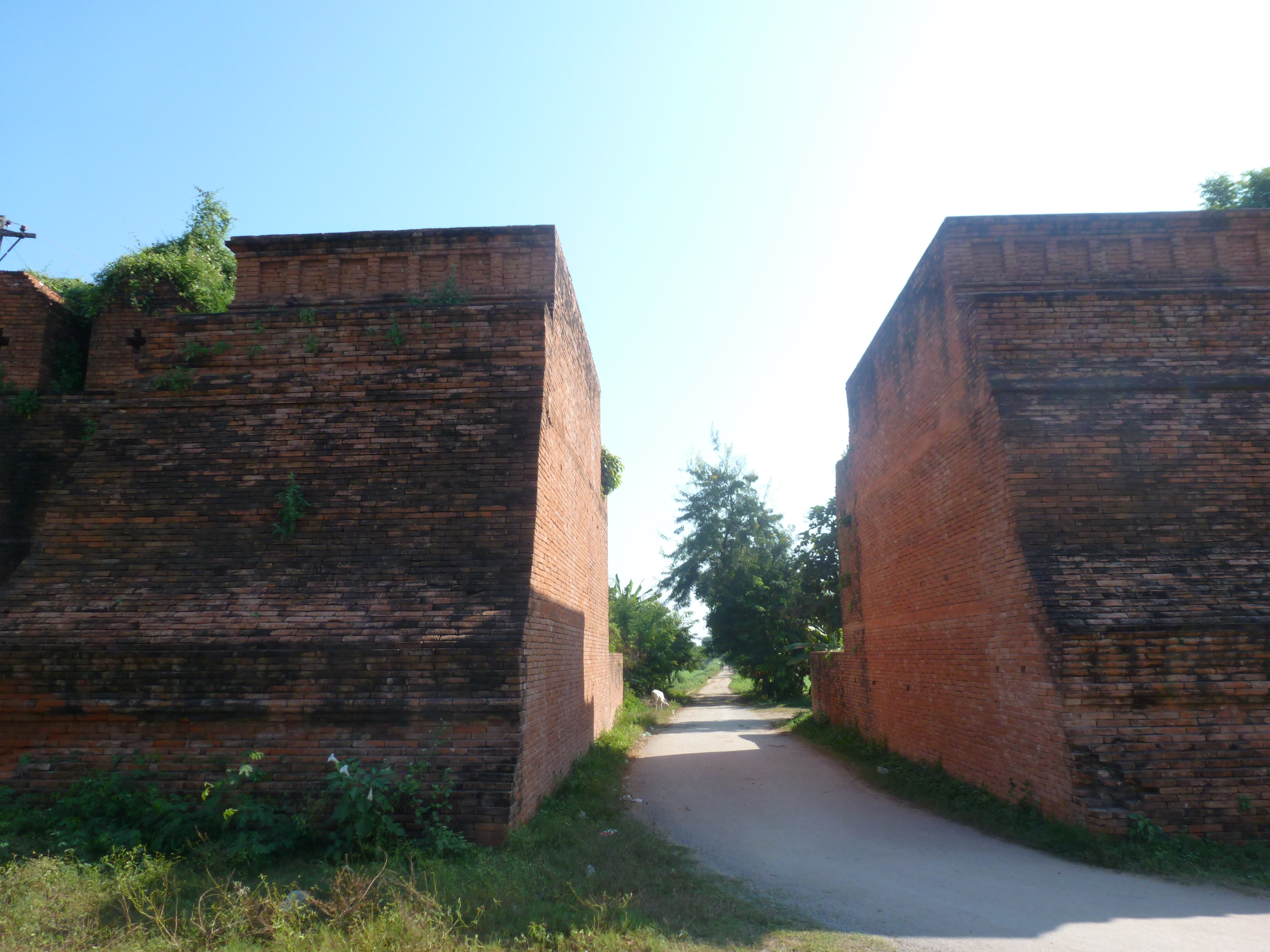
Restos de las murallas exteriores de Ava

A finales de enero de 1659, un ejército Qing liderado por el príncipe manchú Doni (1636–1661), hijo de Dodo, tomó la capital de Yunnan, obligando al emperador Yongli a huir a la cercana Birmania, entonces gobernada por el rey Pindale Min de la Dinastía Toungoo. La comitiva imperial fue desarmada por los birmanos; muchos de la comitiva Ming fueron asesinados o esclavizados, y el resto fueron alojados en chozas frente a la capital Ava, bajo guardia birmana. En Yunnan, las tropas de los Estandartes saquearon y violaron al pasar por tierras de los hmong, y el cacique Nayan, bajo la promesa de recibir el mando general de todos los jefes tusi, se rebeló del lado del emperador Yongli. Su ciudad de Yuanjiang fue tomada por Wu Sangui en 1659 en medio de una masacre de 100 000 personas, y el año siguiente se dedicó a sofocar al resto de los rebeldes. Cuando la ciudad cayó, Nayan se inclinó en la dirección del emperador y declaró: «Vuestro ministro se ha esforzado al máximo. No tengo nada más que reportar a Su Alteza». Luego se quemó a sí mismo y a su familia.
Los generales leales Li Dingguo y Bai Wenxuan intentaron rescatar al emperador de los birmanos y atacaron Ava entre 1660 y 1661. Abrieron fuego con cañones contra el ejército birmano de 150 000 hombres con elefantes de guerra. Los birmanos se rompieron tras un ataque trasero de Bai. Los leales construyeron barcos y puentes para cruzar el río Irawadi, pero estos fueron quemados por comandos birmanos. Siguió un largo asedio de Ava, pero los birmanos aumentaron sus defensas tras engañar a las fuerzas Ming para que se retiraran. El rey de Birmania Pindale Min fue derrocado en un golpe por su hermano Pye Min, quien pasó a la ofensiva contra los leales Ming. Bajo el disfraz de un ritual de «agua espiritual» durante la entronización del rey, la mayoría de los hombres de la comitiva imperial Ming fueron emboscados y asesinados. Los birmanos contactaron a los Qing para negociar la entrega del emperador. Posteriormente, 100 000 soldados Qing cruzaron a Birmania. En 1662, el emperador Yongli fue capturado por Wu Sangui cerca de Ava y ejecutado por estrangulamiento en Yunnan, el mismo Wu cuya rendición a los manchús en abril de 1644 había permitido a Dorgon iniciar la expansión Qing. Bai Wenxuan se rindió y fue incorporado a los Estandartes han chinos. Li Dingguo, erróneamente informado de que el emperador había escapado, intentó marchar hacia Vietnam y contactó con Siam para una alianza, antes de morir finalmente de enfermedad en agosto de 1662. Sus últimas palabras fueron para decir a su hijo que nunca se rindiera a los Qing (su hijo aún lo hizo, con el resto del ejército).

### Resistencia marítima (1655-1663)

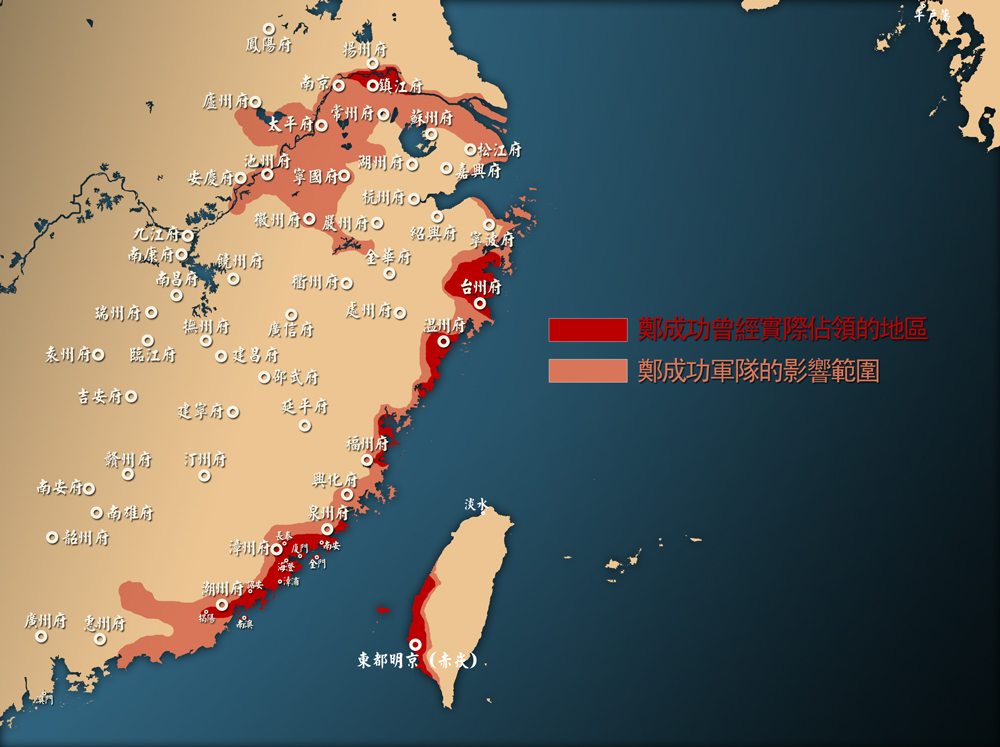
Extensión del territorio de Koxinga, mostrado en rojo

En 1656, un bandido del lago Mao llamado Qian Ying logró adquirir comisiones en blanco del régimen Yongli, y así se legitimó como un luchador leal Ming. Organizó una unidad de resistencia marítima y estableció vínculos con las fuerzas de Koxinga. El gobernador general Qing, banderizo han chino Lang Tingzuo, se movió rápidamente para suprimirlo y lanzó un ataque sorpresa que lo derrotó. Qian fue cazado y capturado en marzo de 1648. Solo un año después, Koxinga lanzó una ofensiva, demasiado tarde para unirse a las fuerzas existentes.
Zheng Chenggong («Koxinga»), quien había sido adoptado por el emperador Longwu en 1646 y ennoblecido por Yongli en 1655, también continuó defendiendo la causa de los Ming del Sur. Desde Xiamen, capturó Chaozhou en 1650. Con su ayuda, el señor marítimo Zhang Mingzhen había capturado la Zhoushan y Taizhou en 1655. En 1658 atacó la costa de la provincia de Zhejiang y finalmente cortó el cable que protegía el estuario del Yangtsé en 1659.
En 1659, justo cuando el emperador Shunzhi se preparaba para celebrar un examen especial para conmemorar las glorias de su reinado y el éxito de las campañas del suroeste, Zheng navegó por el Yangtsé con una flota bien armada, tomó varias ciudades de manos Qing y llegó a amenazar Nanjing. A pesar de capturar muchos condados en su ataque inicial debido a la sorpresa y tener la iniciativa, Koxinga anunció la batalla final en Nanjing con antelación, dando tiempo suficiente a los Qing para prepararse porque quería un enfrentamiento decisivo y grandioso como el que su padre logró con éxito contra los holandeses en la batalla de la bahía de Liaoluo, perdiendo la sorpresa y la iniciativa, lo que llevó a su fracaso. El ataque de Koxinga a Nanjing controlada por los Qing, que interrumpiría la ruta de suministro del Gran Canal, causando posible hambruna en Beijing, generó tal miedo que los manchús consideraron regresar a Manchuria (Tartaria) y abandonar China según un relato de 1671 de un misionero francés.
Los comunes y los oficiales en Pekín y Nanjing estaban esperando para apoyar al lado que ganara. Un oficial de Pekín Qing envió cartas a la familia y a otro oficial en Nanjing, diciendo que todas las comunicaciones y noticias de Nanjing a Pekín habían sido cortadas, que los Qing estaban considerando abandonar Pekín y trasladar su capital a un lugar remoto por seguridad, ya que se rumoreaba que las tropas de hierro de Koxinga eran invencibles. La carta reflejaba la situación sombría que se sentía en Pekín Qing. El oficial dijo a sus hijos en Nanjing que se prepararan para desertar a Koxinga, lo que él mismo estaba preparando. Las fuerzas de Koxinga interceptaron estas cartas y, tras leerlas, Koxinga pudo haber comenzado a lamentar sus demoras deliberadas que permitieron a los Qing prepararse para una batalla masiva final en lugar de atacar rápidamente Nanjing. Cuando el emperador oyó de este ataque repentino, se dice que golpeó su trono con una espada en ira. Pero el asedio de Nanjing fue levantado y Zheng Chenggong fue repelido, obligando a Zheng a refugiarse en la provincia costera sureste de Fujian. Los leales Ming de Koxinga lucharon contra un ejército Qing de mayoría de banderizos han chinos al atacar Nanjing. El asedio duró casi tres semanas, comenzando el 24 de agosto. Las fuerzas de Koxinga no pudieron mantener un cerco completo, lo que permitió a la ciudad obtener suministros e incluso refuerzos—aunque los ataques de caballería de las fuerzas de la ciudad fueron exitosos incluso antes de que llegaran los refuerzos. Las fuerzas de Koxinga fueron derrotadas y «se retiraron» (frase de Wakeman) a los barcos que los habían traído. Las fuerzas de Koxinga fueron perseguidas hasta Xiamen, donde fueron derrotadas en junio de 1660, y se retiraron a Taiwán.
Tras el almirante Shi Lang desobedecer órdenes, Koxinga ejecutó a su familia, lo que lo llevó a desertar a los Qing. El almirante Shi más tarde lideró la armada Qing a la victoria sobre los descendientes de Koxinga. Koxinga impuso una disciplina extremadamente dura a sus soldados, lo que causó que muchos desertaran a los Qing. No seguir órdenes y fallar en la batalla podían traer sentencias de muerte sin clemencia de Koxinga. Los Qing implementaron una política indulgente hacia los desertores que desertaron de los Ming del Sur, Koxinga y los Tres Feudatorios, invitándolos y permitiéndoles volver a las filas Qing sin castigo incluso después de haber traicionado inicialmente a los Qing y desertado, y esta política logró asegurar deserciones masivas.
Presionado por las flotas Qing, Koxinga huyó a Taiwán en abril de 1661 y derrotó a los holandeses en el asedio del Fuerte Zeelandia, expulsándolos de Taiwán y estableciendo el reino de Tungning. Se tomaron grandes cuidados para simbolizar el apoyo a la legitimidad Ming, un ejemplo siendo el uso del término «guan» en lugar de «bu» para nombrar departamentos, ya que este último está reservado para el gobierno central, mientras que Taiwán debía ser una oficina regional del legítimo gobierno Ming de China. Zheng Jing cumplió debidamente con los procedimientos prescritos para los oficiales Ming al presentar regularmente informes y pagar tributo al ausente emperador Ming. Sus intenciones originalmente declaradas para conquistar Taiwán de los holandeses también incluyeron el deseo de proteger a los colonos chinos en Taiwán del maltrato por parte de los holandeses. Los príncipes de la dinastía Ming que acompañaron a Koxinga a Taiwán fueron el Príncipe Zhu Shugui y el Príncipe Zhu Honghuan, hijo de Zhu Yihai.
Los Qing acordaron una alianza con la Compañía Neerlandesa de las Indias Orientales contra los leales Ming restantes en Fujian y Taiwán. Los holandeses pretendían establecer un puesto colonial en Taiwán. En octubre de 1663, la flota conjunta logró capturar Xiamen y Kinmen (Quemoy) de los Ming del Sur. Sin embargo, los Qing comenzaron a sospechar de las ambiciones holandesas de mantener una colonia en Taiwán y de buscar privilegios comerciales, por lo que la alianza colapsó. El almirante Shi Lang, que se oponía firmemente a la cesión de Taiwán a los holandeses, ofreció lanzar su propia expedición en su lugar. Los holandeses saquearon reliquias y mataron monjes tras atacar un complejo budista en Putuoshan en las islas Zhoushan en 1665 durante su guerra contra el hijo de Koxinga, Zheng Jing. La armada de Zheng Jing ejecutó a 34 marineros holandeses y ahogó a 8 marineros holandeses tras emboscar, saquear y hundir el barco fluyt holandés Cuylenburg en 1672 en el noreste de Taiwán. Solo 21 marineros holandeses escaparon a Japón. El barco iba de Nagasaki a Batavia en una misión comercial.

### Los Tres Feudatorios (1674-1681)

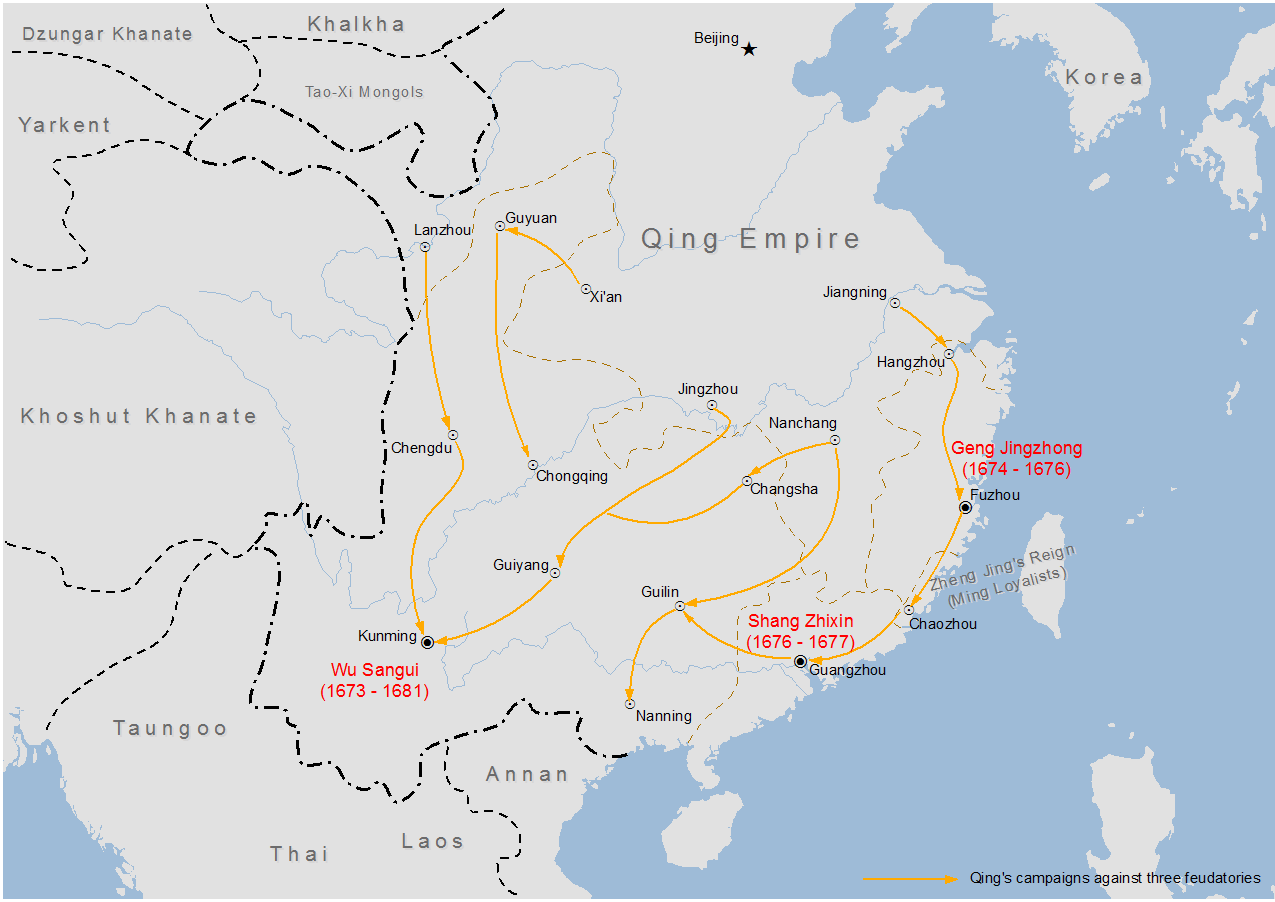
La rebelión de los Tres Feudatarios

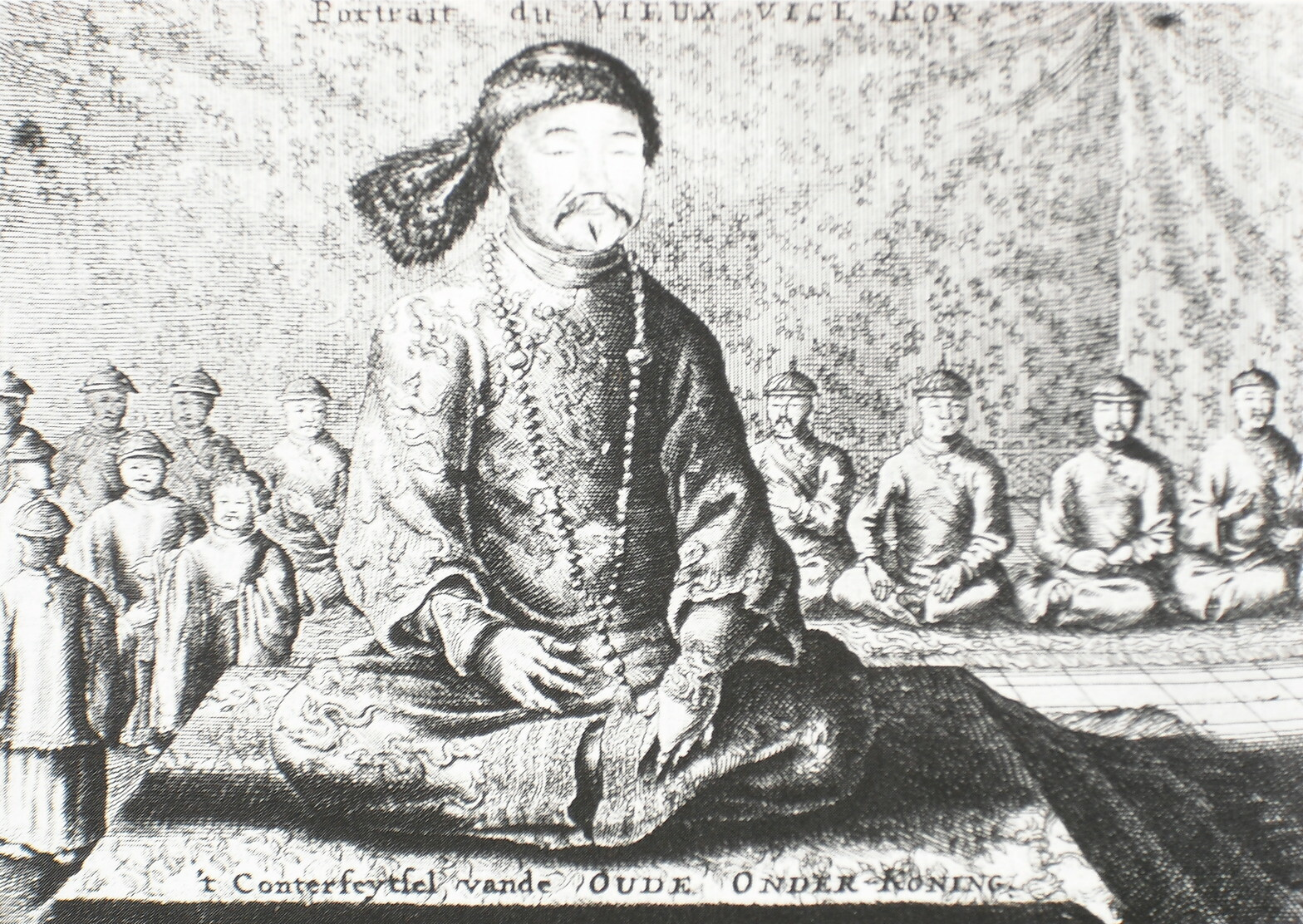
Retrato de Shang Kexi por Johan Nieuhof (1655). Shang recuperó Guangzhou de las fuerzas leales a los Ming del Sur en 1650 y organizó una masacre de la población de la ciudad. Su hijo fue uno de los Tres Feudatorios que se rebelaron contra la Qing en 1673.

Los Qing dependieron de generales de los Estandartes han chinos para derrotar a Li Chengdong y defenderse contra la resistencia en Taiwán. Se vieron obligados a otorgar a estos generales una gran autonomía y subsidios. En 1673, Wu Sangui, Shang Zhixin y Geng Jimao, conocidos como los «Tres Feudatorios», se rebelaron contra el emperador Kangxi. A ellos se unieron los generales Sun Yanling en Guangxi, Wang Fuchen en Shaanxi y Wang Pingfan en Sichuan. Esclavos se sublevaron en Pekín, ya que se creía ampliamente que los Qing caerían. El Emperador Kangxi calificó esta experiencia como la más angustiosa de su vida.
Sin embargo, su desunión los destruyó. Shang Zhixin y Geng Jimao se rindieron en 1681 tras una gran contraofensiva Qing, en la que el ejército del Estandarte Verde de los han chinos desempeñó el papel principal, mientras que los Estandartes tomaron un lugar secundario.
La rebelión fue derrotada principalmente debido al rechazo de la mayoría de los comandantes han chinos a volverse contra la dinastía Qing. Particularmente repulsivo para muchos fue el oportunismo descarado de Wu Sangui, quien había traicionado a dos dinastías en una sola vida: incluso los leales a la Ming ridiculizaron su causa.
Fan Chengmo, hijo de Fan Wencheng, permaneció leal a los Qing a pesar de su encarcelamiento y eventual muerte. Como una de las principales familias militares de la Liaodong, su ejemplo inspiró a otros generales de Liaodong a mantenerse leales.
Las fuerzas Qing fueron aplastadas por Wu Sangui entre 1673 y 1674. Los Qing contaron con el apoyo de la mayoría de los soldados han chinos y la élite han china contra los Tres Feudatorios, ya que se negaron a unirse a Wu Sangui en la revuelta. Mientras que los Ocho Estandartes y los oficiales manchúes tuvieron un desempeño pobre contra Wu Sangui, los Qing respondieron utilizando un ejército masivo de más de 900 000 han chinos (no pertenecientes a los Estandartes) en lugar de los Ocho Estandartes para combatir y aplastar a los Tres Feudatorios. Las fuerzas de Wu Sangui fueron derrotadas por el Ejército del Estandarte Verde, compuesto por soldados Ming desertores. En la rebelión de los Tres Feudatorios, los Estandartes han chinos que permanecieron del lado Qing y murieron en batalla fueron categorizados como mártires.

### Rendición de Taiwán (1683)

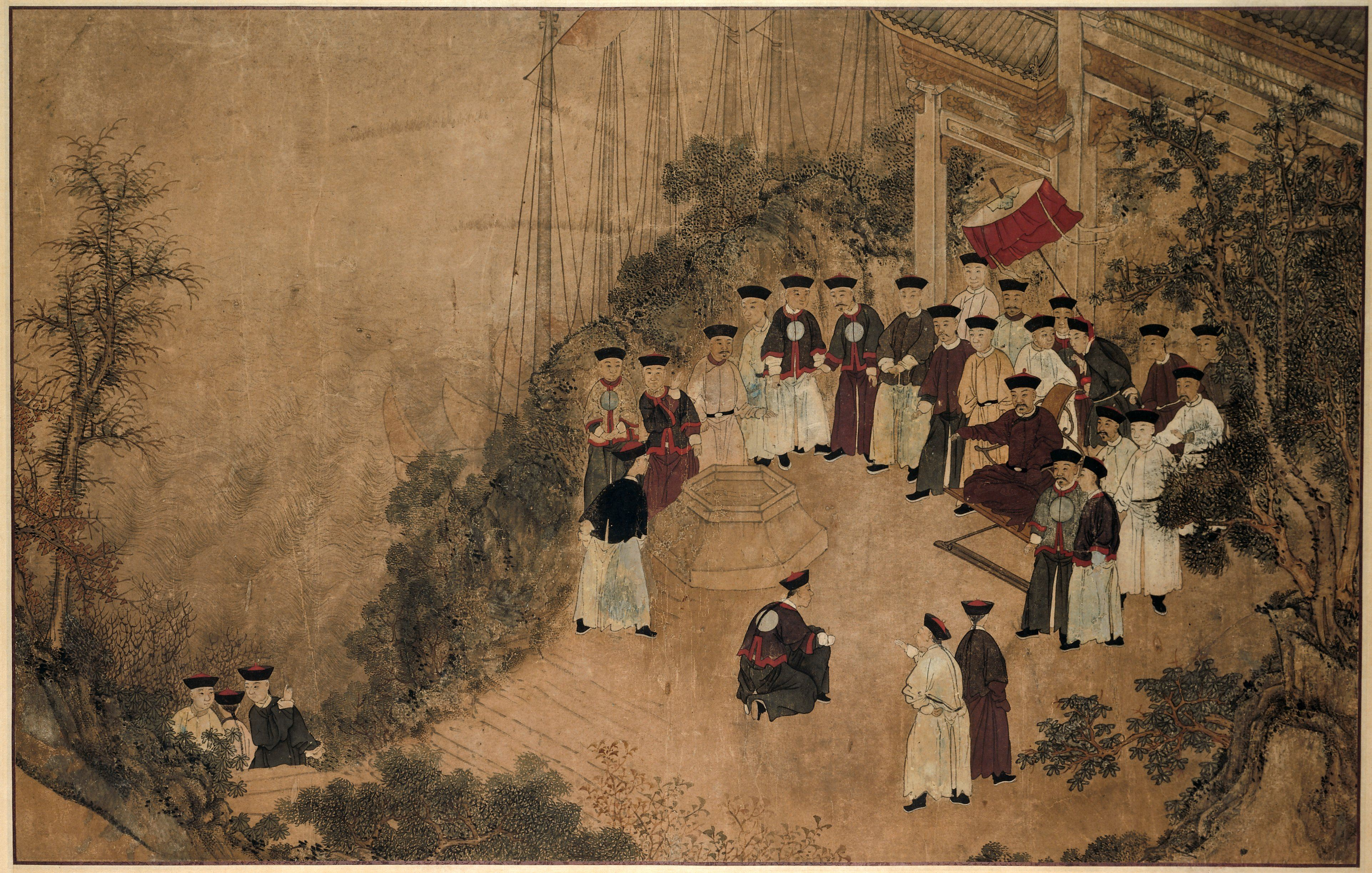
Shi Lang con un grupo de oficiales

Zheng Chenggong (Koxinga) había muerto en 1662. Sus descendientes resistieron el dominio Qing hasta 1683, cuando el emperador Kangxi envió a Shi Lang con una flota de 300 barcos para tomar el reino de Tungning leal a los Ming en Taiwán en 1683 de la familia Zheng. El nieto de Zheng Chenggong, Zheng Keshuang, rindió Taiwán al emperador Kangxi tras la batalla de Penghu. Tras perder esta batalla, Zheng Keshuang se rindió y fue recompensado por el Emperador Kangxi con el título de «Duque de Haicheng» (海澄公). Él y sus soldados fueron incorporados a los Ocho Estandartes. Sus tropas de escudos de ratán (藤牌营 tengpaiying) sirvieron en los conflictos fronterizos sino-rusos contra los cosacos rusos en Albazín.
Los Qing enviaron a la mayoría de los 17 príncipes Ming que aún vivían en Taiwán de vuelta a China continental, donde pasaron el resto de sus vidas. El Príncipe de Ningjing y sus cinco concubinas se suicidaron en lugar de someterse a la captura. Su palacio fue utilizado como cuartel general de Shi Lang en 1683, pero él presentó un memorial al emperador para convertirlo en un Templo de Mazu como medida de propaganda para calmar la resistencia restante en Taiwán. El emperador aprobó su dedicación como el Gran Templo de Mazu al año siguiente y, honrando a la diosa Mazu por su supuesta asistencia durante la expansión Qing, la promovió a «Emperatriz del Cielo» (Tianhou) desde su estatus anterior como consorte celestial (tianfei).

### Leales Ming en Vietnam
El pirata leal a los Ming Dương Ngạn Địch (Yang Yandi) navegó a Vietnam para escapar de la dinastía Qing en marzo de 1682. Yang fue un general de la China Ming y juró lealtad a Koxinga. Su posición fue Comandante en Jefe de Longmen (un lugar en la actual Qinzhou, Guangxi). En 1679, tras la supresión de la rebelión de los Tres Feudatorios por la Dinastía Qing, lideró 3 000 soldados y 50 barcos a Da Nang junto con Hoàng Tiến, Trần Thượng Xuyên y Trần An Bình. Dương Ngạn Địch y Hoàng Tiến fueron patrocinados por Nguyễn Phúc Tần para establecerse en Mỹ Tho, donde Địch sirvió como jefe de una pequeña comunidad china. La corte Nguyễn permitió a estas fuerzas de resistencia establecerse en Nam Ky, recién conquistada a los jemeres. Estos colonos nombraron sus asentamientos como «Minh Huong», para recordar su lealtad a la dinastía Ming. Địch fue asesinado por su asistente Hoàng Tiến en 1688, quien luego se rebeló contra el señor Nguyễn, pero fue reprimido. En 1679, Trần Thượng Xuyên se sometió al señor Nguyễn y se convirtió en general Nguyễn, y se permitió a la comunidad china establecerse en Đông Phố (actual Biên Hòa). Xuyên participó en varias campañas Nguyễn contra Camboya en 1689, 1699-1700 y en 1717.

## Literatura y pensamiento

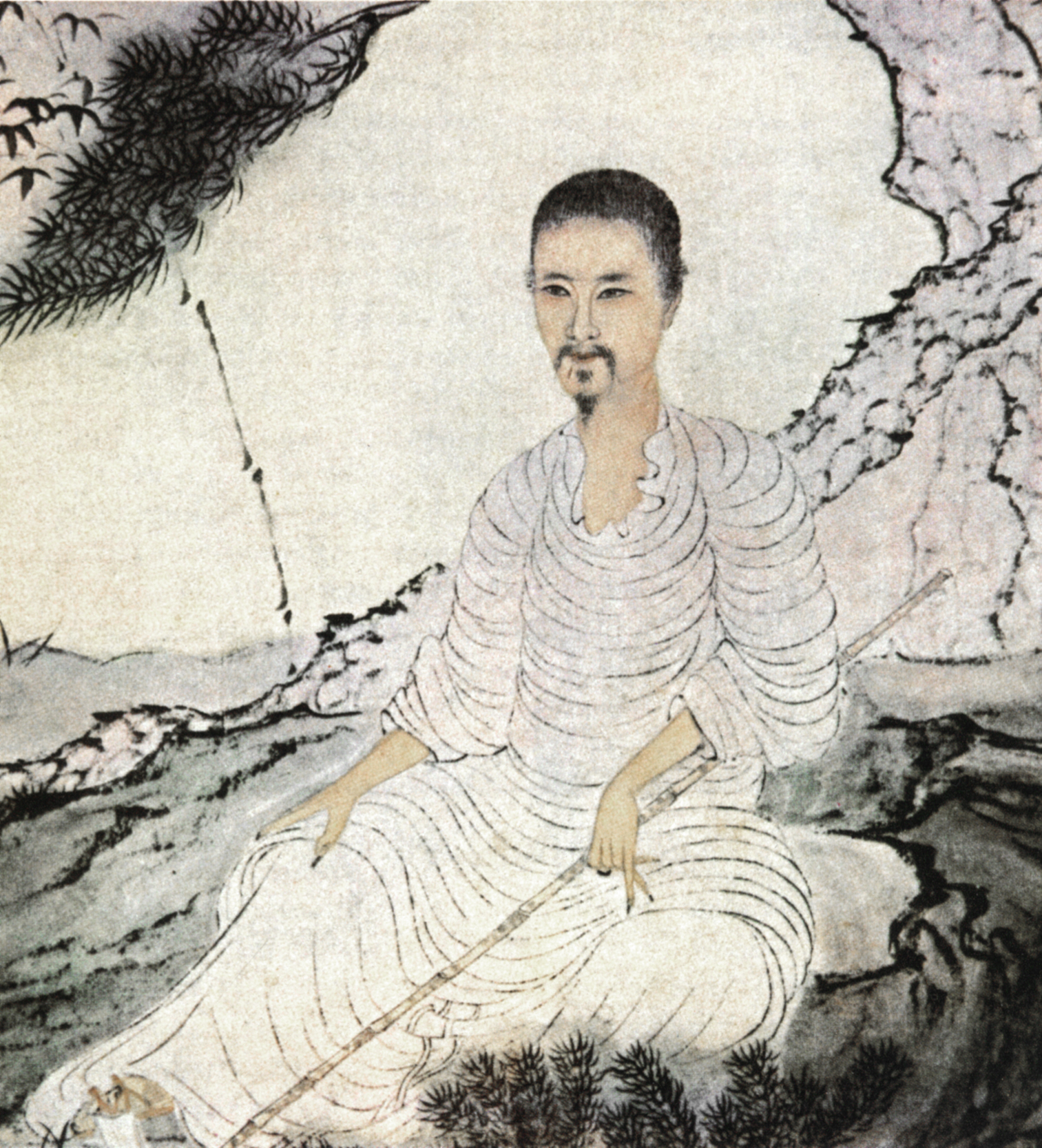
Shitao (1642–1707), relacionado con la familia imperial Ming, fue uno de los muchos artistas y escritores que se negaron a jurar lealtad a la Qing. El historiador de arte Craig Clunas sugiere que Shitao usó un poema inscrito en este «Autorretrato supervisando la plantación de pinos» (1674) para aludir a la restauración de la dinastía Ming.

La derrota de la Dinastía Ming planteó problemas prácticos y morales, especialmente para los letrados y oficiales. Las enseñanzas confucianas enfatizaban la lealtad (忠 zhōng), pero surgía la cuestión de si los confucianos debían ser leales a los Ming caídos o al nuevo poder, la Qing. Algunos, como el pintor Bada Shanren, descendiente de la familia gobernante Ming, se convirtieron en reclusos. Otros, como Kong Shangren, quien afirmaba ser descendiente de Confucio, apoyaron el nuevo régimen. Kong escribió un drama conmovedor, El abanico de flor de melocotón, que exploraba la decadencia moral de los Ming para explicar su caída. Los poetas cuyas vidas abarcaron la transición entre la poesía Ming y la poesía Qing están atrayendo el interés académico moderno. Algunos de los pensadores Qing de primera generación más importantes fueron leales a los Ming, al menos en sus corazones, incluyendo a Gu Yanwu, Huang Zongxi y Fang Yizhi. En parte como reacción y protesta contra la laxitud y exceso del Ming tardío, recurrieron al aprendizaje probatorio, que enfatizaba el estudio textual cuidadoso y el pensamiento crítico. Otro grupo importante en este período de transición fueron los «Tres Maestros de Jiangdong»—Gong Dingzi, Wu Weiye y Qian Qianyi—quienes, entre otras cosas, contribuyeron a un renacimiento en la forma poética ci.
Los emperadores, para legitimar su gobierno, alentaron a los oficiales y figuras literarias Qing a organizar y apropiarse del legado de la literatura china, produciendo antologías y trabajos críticos. También patrocinaron el desarrollo de la literatura manchú y la traducción de clásicos chinos al manchú. Sin embargo, la frase «derrotar a los Qing y restaurar a los Ming» permaneció como un lema para muchos.

## Consecuencias
Dulimbai Gurun es el nombre en manchú para China (中國 Zhongguo; «Reino del Medio»). Tras extinguir a los Ming, los Qing identificaron su estado como «China» (Zhongguo) y lo denominaron «Dulimbai Gurun» en manchú. Los Qing equipararon las tierras del estado Qing (incluyendo la actual Manchuria, Xinjiang, Mongolia, Tíbet y otras áreas) como «China» en ambos idiomas, chino y manchú, definiendo a China como un estado multiétnico, rechazando la idea de que China solo significaba las áreas han chinas, proclamando que tanto los pueblos han como los no han eran parte de «China», usando «China» para referirse a los Qing en documentos oficiales, tratados internacionales y asuntos exteriores, y el «idioma chino» (Dulimbai gurun i bithe) se refería a los idiomas han chino, manchú y mongol, y el término «pueblo chino» (中國人 Zhongguo ren; manchú: Dulimbai gurun i niyalma) se refería a todos los súbditos han chinos, manchúes y mongoles de los Qing.
Durante los Qing, muchos han chinos se encontraron en posiciones de poder e influencia en la administración manchú e incluso tuvieron sus propios esclavos.

La dinastía Qing en 1820.

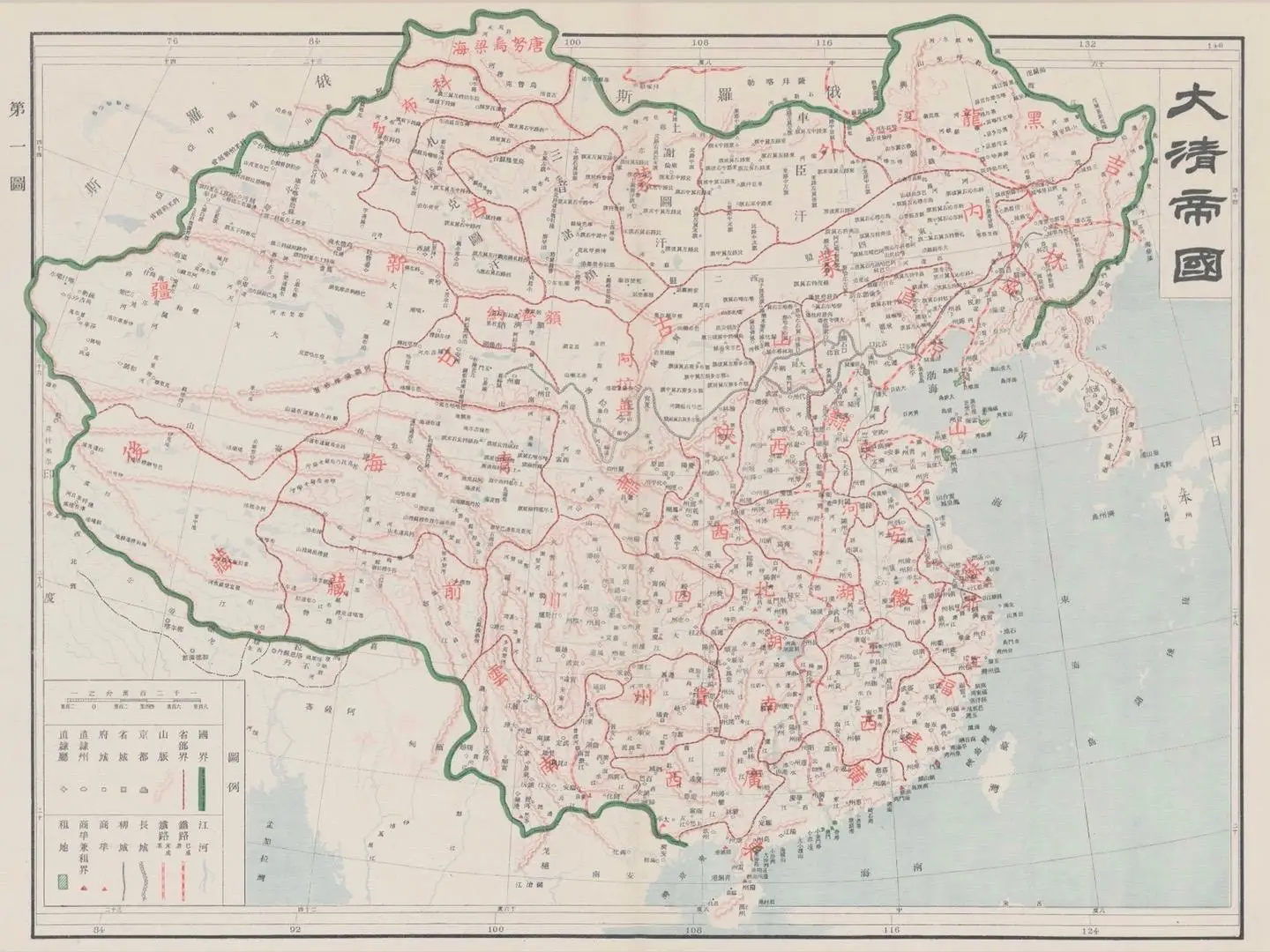
Mapa oficial del Imperio Qing publicado en 1905.

Cuando los Qing derrotaron a los mongoles dzungares en 1759, proclamaron que las tierras territoriales de los oirates fueron absorbidas en el reino de «China» (Dulimbai Gurun) en un memorial en idioma manchú. Expusieron la ideología de que estaban uniendo a los «exteriores» no han chinos como los mongoles khalkha, mongoles interiores, Oirates (incluidos los tibetanos, que entonces estaban bajo el dominio de los khanatos oirates) junto con los «interiores» han chinos, en «una familia» unida bajo el estado Qing. Para mostrar que los diversos súbditos de los Qing eran parte de una sola familia, los Qing usaron la frase «Zhongwai yijia» (中外一家, «áreas centrales y externas como un solo reino») o «neiwai yijia» (內外一家, «interior y exterior de las grandes murallas como una familia»), para transmitir esta idea de «unificación» de los diferentes pueblos. En la versión en idioma manchú de un tratado con el Imperio ruso sobre la jurisdicción criminal sobre bandidos, los súbditos Qing fueron llamados «pueblo del Reino Central (Dulimbai Gurun)». En el relato en idioma manchú del oficial Tulisen sobre su encuentro con el líder torghut Ayuka Khan, se mencionó que, aunque los torghuts eran diferentes a los Rusos, el «pueblo del Reino Central» (dulimba-i gurun 中國 Zhongguo) era como los Torghuts, y el «pueblo del Reino Central» se refería a los manchúes.
Las rebeliones lideradas por Li Zicheng, Zhang Xianzhong y la posterior expansión de los Qing fue una de las guerras más devastadoras en la historia de China. Ejemplos de la devastación incluyen la masacre de Yangzhou, en la que unas 800 000 personas, (aunque este número ahora se considera una exageración) incluyendo mujeres y niños, fueron masacradas. Los Qing llevaron a cabo masacres en ciudades que resistieron como Yangzhou y Guangzhou, pero no realizaron actos de violencia en ciudades que se rindieron y capitularon al dominio Qing como Beijing y Nanjing. Nanjing se rindió a los Qing sin violencia, ya que todos los oficiales se rindieron y desertaron. Provincias enteras, como Sichuan, fueron completamente devastadas y despobladas por el rebelde Zhang Xianzhong. Zhang Xianzhong mató de 600 000 a 6 millones de civiles. Una hambruna masiva en Shaanxi había incitado a Zhang Xianzhong y Li Zicheng a rebelarse, y la brutalidad de los rebeldes fue generalizada en el norte de China. Este período vio innumerables desastres naturales como los causados por la Pequeña Edad de Hielo, y epidemias como la Gran Plaga durante la última década de la dinastía Ming causaron la muerte de más de 200 000 personas solo en Pekín en el año 1643. La costa de China también fue devastada por la orden de evacuación costera de los Qing mientras luchaban contra el régimen de Koxinga. Se estima que 25 millones de personas murieron en China durante todo el período. Algunos estudiosos estiman que la economía china no recuperó el nivel alcanzado en el Ming tardío hasta mediados de la dinastía Qing. Según el historiador económico Robert Allen, los ingresos familiares en el Delta del Yangtsé, la provincia más rica de China, estaban por debajo de los niveles Ming en 1820 (pero igualaban los de la contemporánea Gran Bretaña). Sin embargo, los Qing alentaron los asentamientos en mayores porciones del imperio, ya que estas regiones ofrecían las mejores oportunidades para mejorar el sustento al despejar y cultivar grandes extensiones de tierra. El crecimiento económico en las regiones del Yangtsé medio y superior complementó el crecimiento en el bajo Yangtsé, ya que más personas comenzaron a mudarse de regiones ya superpobladas a nuevas tierras de oportunidad.
Inmediatamente antes de que la dinastía Ming fuera derrocada por Li Zicheng y los Qing entraran por el paso Shanhai, enfermedades, hambrunas, inanición y bandidos asolaron a la población de China. Una enfermedad mató a la mitad de la población en ciudades de toda China entre 1640 y 1642, y tres de cada diez personas en Huzhou murieron de peste y hambre. A medida que las áreas rurales eran golpeadas por la hambruna, millones de campesinos abandonaron sus hogares, los bandidos tomaron Huguang, partes enteras del campo en el centro de China fueron abandonadas. El robo y la mendicidad por parte de campesinos hambrientos se generalizaron en las ciudades, y el canibalismo se extendió por todo Henan afectado por la hambruna. En 1641, el norte de China fue golpeado por enfermedades y peste que se extendieron a Huangpi, y los cadáveres infectados por la peste eran la única comida disponible para los sobrevivientes. Una sequía masiva en 1636 golpeó Huangpi en medio de una serie de desastres naturales. La peste, las langostas y la hambruna se extendieron por todas partes. Las llanuras y aldeas fueron asaltadas por bandidos y rebeldes, porque los refugiados hambrientos, huérfanos que perdieron a sus padres por enfermedades, así como correos postales despedidos y soldados cuyos salarios fueron recortados se convirtieron en rebeldes en 1642 en toda China.
El crecimiento de la población de China llevó a un número devastador de muertes debido a hambrunas por el clima frío, sequías e inundaciones. En 1637, el suelo y cualquier cosa consumible fue comida por las personas en Jiangxi durante una hambruna masiva. La epidemia masiva de enfermedades devastó Zhili del Sur (Jiangnan) entre 1641 y 1642, afectando la región dos veces, dejando cadáveres de la enfermedad por todo Zhili y matando a 9 de cada 10 personas en el norte de Zhejiang después de que se extendiera desde el Gran Canal desde el noroeste de China. Debido a la pérdida de personas, los cultivos no se cultivaron, lo que exacerbó aún más la hambruna. Las regiones urbanas del delta del Yangtsé, el sureste costero y el noroeste fueron golpeadas por una hambruna masiva, ya que las regiones productoras de granos perdieron productividad. Una deflación masiva estalló, ya que los lingotes de plata permanecieron en Fujian y detuvieron los envíos de granos y pagos para el alivio de la hambruna a las víctimas. Las rebeliones estallaron debido a estas hambrunas. La hambruna golpeó Hangzhou entre 1640 y 1642, matando al 50 % de la población, obligando a los pobres a comer capullos y gusanos de seda, y a los ricos a comer gachas de arroz. En varios condados, solo tres de cada diez sobrevivieron cuando Henan fue golpeado por la epidemia de peste de 1641.
Grupos seleccionados de Estandartes han chinos fueron transferidos en masa a los Estandartes manchúes por los Qing, cambiando su etnicidad de han chinos a manchúes. Los Estandartes han chinos de Tai Nikan 台尼堪 (chinos de puesto de vigilancia) y Fusi Nikan 抚顺尼堪 (chinos de Fushun) fueron transferidos a los Estandartes manchúes en 1740 por orden del emperador Qing Qianlong. Fue entre 1618 y 1629 cuando los han chinos de Liaodong que luego se convirtieron en los Fushun Nikan y Tai Nikan desertaron a los yurchen (manchúes). Estos clanes manchúes de origen han chino continúan usando sus apellidos han chinos originales y están marcados como de origen han chino en las listas Qing de clanes manchúes.
Los relatos de atrocidades durante la transición de los Ming a los Qing fueron utilizados por los revolucionarios en la Revolución de Xinhai anti-Qing para alimentar masacres contra los manchúes. Los Estandartes manchúes y sus familias fueron masacrados en varias guarniciones de Estandartes en toda China durante la revolución, una de las masacres tuvo lugar en Xi'an. La comunidad musulmana hui estaba dividida en su apoyo a la Revolución de Xinhai de 1911. Los musulmanes hui de Shaanxi apoyaron a los revolucionarios, mientras que los musulmanes hui de Gansu apoyaron a los Qing. Los musulmanes hui locales (mahometanos) de Xi'an (provincia de Shaanxi) se unieron a los revolucionarios han chinos para masacrar a toda la población de 20 000 manchúes de Xi'an. Los musulmanes hui nativos de la provincia de Gansu, liderados por el general Ma Anliang, se pusieron del lado de los Qing y se prepararon para atacar a los revolucionarios anti-Qing de la ciudad de Xi'an. Solo algunos manchúes ricos que fueron rescatados y mujeres manchúes sobrevivieron. Los han chinos ricos tomaron a las niñas manchúes para convertirlas en sus esclavas y las tropas han chinas tomaron a mujeres manchúes jóvenes para ser sus esposas. Las niñas manchúes jóvenes y hermosas también fueron tomadas por los musulmanes hui de Xi'an durante la masacre y criadas como musulmanas.

### Mongolia, Tíbet y Xinjiang (c. 1620–1760)
- Guerras Dzungar-Qing
- Conquista Qing de Mongolia
- Expedición china al Tíbet (1720)
- Dinastía Qing en Asia Interior (Xinjiang y partes de Asia Central)
- Mongolia durante la dinastía Qing
- Tíbet durante la dinastía Qing
- Xinjiang bajo el dominio Qing

### Citas
1. 1 2  Crossley, 2000, p. 196.
2. ↑  Forsyth, 1994, p. 214
3. ↑  Kenneth Swope (2018). On the Trail of the Yellow Tiger: War, Trauma, and Social Dislocation in Southwest China During the Ming-Qing Transition [En el rastro del tigre amarillo: guerra, trauma y dislocación social en el suroeste de China durante la transición Ming-Qing] (en inglés). University of Nebraska Press. ISBN 9781496206244.
4. ↑  Kenneth M. Swope, The Military Collapse of China's Ming Dynasty, 1618-44 (Routledge: 2014)
5. ↑  Lillian M. Li, Alison Dray-Novey and Haili Kong, Beijing: From Imperial Capital to Olympic City (MacMillan, 2008) pg. 35
6. 1 2  Li, Gertraude Roth (2002). «Construcción del Estado antes de 1644».  En Willard J. Peterson, ed. The Cambridge History of China: Volume 9, The Ch'ing Empire to 1800, Part 1 [Historia de China: Volumen 9, El Imperio Ch'ing hasta 1800, Parte 1] (en inglés). Cambridge University Press. pp. 9-72. ISBN 978-1-139-05353-2. doi:10.1017/CHOL9780521243346.003.
7. ↑  Fan, Ka-wai (2010). «Climatic change and dynastic cycles in Chinese history: A review essay» [Cambio climático y ciclos dinásticos en la historia china: Un ensayo de revisión]. Climatic Change (en inglés) 101 (3–4): 565-573. Bibcode:2010ClCh..101..565F. S2CID 153997845. doi:10.1007/s10584-009-9702-3.
8. ↑  Swope, 2014.
9. ↑  Li, Lillian M.; Dray-Novey, Alison; Kong, Haili (2008). Beijing: From Imperial Capital to Olympic City [Pekín: De capital imperial a ciudad olímpica] (en inglés). MacMillan. p. 35.
10. 1 2  Ma, Xinru; Kang, David C. (2024). Beyond Power Transitions: The Lessons of East Asian History and the Future of U.S.-China Relations. Columbia Studies in International Order and Politics (en inglés). New York: Columbia University Press. ISBN 978-0-231-55597-5.
11. 1 2  Parker, E.H. (1899). «The Financial Capacity of China» [La capacidad financiera de China]. Journal of the North-China Branch of the Royal Asiatic Society (en inglés) XXX: 75. Consultado el 7 de julio de 2025.
12. ↑  Wakeman, 1985, pp. 60–61, 196–197, 200, 210, 481, 1016–1030, 1036–1039.
13. 1 2  Graff y Higham, 2012, p. 116.
14. 1 2  Fairbank, 1978, p. 65.
15. ↑  Crossley, 2002, p. 3.
16. ↑  Ebrey, Patricia Buckley; Walthall, Anne (2013). East Asia: A Cultural, Social, and Political History [Asia Oriental: Una historia cultural, social y política] (en inglés) (3rd edición). Cengage Learning. p. 271. ISBN 978-1-2855-2867-0. Consultado el 7 de julio de 2025.
17. ↑  Wakeman, 1985, p. 24, note 1.
18. ↑  Wakeman, 1975a, p. 83.
19. ↑  Wakeman, 1985, p. 43.
20. ↑  Wakeman, 1985, p. 39.
21. ↑  Wakeman, 1985, p. 42.
22. 1 2 3  Wakeman, 1985, p. 44.
23. ↑  Wakeman, 1985, pp. 37–39.
24. ↑  Wakeman, 1985, pp. 51–53.
25. ↑  Wakeman, 1985, pp. 55–57.
26. ↑  Wakeman, 1985, p. 58.
27. ↑  Crossley, 2002, pp. 62, 64.
28. ↑  Li, 2002, p. 30.
29. ↑  Hummel, 2010, p. 269.
30. ↑  Schlesinger, Jonathan (2017). A World Trimmed with Fur: Wild Things, Pristine Places, and the Natural Fringes of Qing Rule [Un mundo adornado con pieles: cosas salvajes, lugares prístinos y los márgenes naturales del gobierno Qing] (en inglés). Stanford University Press. p. 64. ISBN 978-1503600683. Consultado el 7 de julio de 2025.
31. ↑  Smith, Norman, ed. (2017). Empire and Environment in the Making of Manchuria [Imperio y medio ambiente en la formación de Manchuria] (en inglés). UBC Press. p. 68. ISBN 978-0774832922. Consultado el 7 de julio de 2025.
32. ↑  Crossley, 2000, p. 194.
33. ↑  Wakeman, 1985, pp. 59–64.
34. 1 2  Wakeman, 1975a, p. 79.
35. ↑  Hummel, 1970, p. 597.
36. ↑  Crossley, 1990, p. 33.
37. ↑  Parker, Geoffrey (2013). Global Crisis: War, Climate and Catastrophe in the Seventeenth Century [Crisis global: guerra, clima y catástrofe en el siglo XVII] (en inglés) (ilustrada edición). Yale University Press. ISBN 978-0300189193. Consultado el 7 de julio de 2025.
38. ↑  Swope, 2014, p. 16.
39. ↑  Mair, Victor H.; Chen, Sanping; Wood, Frances (2013). Chinese Lives: The People Who Made a Civilization [Vidas chinas: las personas que hicieron una civilización] (en inglés) (ilustrada edición). Thames & Hudson. ISBN 978-0500771471. Consultado el 7 de julio de 2025.
40. ↑  Swope, 2014, p. 64.
41. 1 2 3  Swope, 2014, p. 65.
42. ↑  Elverskog, Johan (2006). Our Great Qing: The Mongols, Buddhism, And the State in Late Imperial China [Nuestro Gran Qing: Los mongoles, el budismo y el estado en la China imperial tardía] (en inglés) (ilustrada edición). University of Hawaii Press. p. 14. ISBN 978-0824830212. Consultado el 7 de julio de 2025.
43. ↑  Wakeman, 1985, p. 860.
44. ↑  Wakeman, 1985, pp. 201–203.
45. ↑  Wakeman, 1985, pp. 160–167.
46. ↑  Wakeman, 1985, pp. 179–180.
47. ↑  Wakeman, 1985, pp. 196–197.
48. ↑  Swope, 2014, pp. 96–101.
49. ↑  Wakeman, 1985, pp. 204–208.
50. ↑  Hummel, Arthur W. Sr., ed. (1943). «Eminent Chinese of the Ch'ing Period/Abahai - Wikisource, the free online library». United States Government Printing Office (en inglés). Consultado el 11 de julio de 2025.
51. ↑  Hummel, 2010, p. 2.
52. ↑  Grossnick, Roy A. (1972). Early Manchu Recruitment of Chinese Scholar-officials [Reclutamiento temprano de eruditos-oficiales chinos por los manchúes] (en inglés). University of Wisconsin--Madison. p. 10. Consultado el 7 de julio de 2025.
53. ↑  Hummel, 1991, p. 2.
54. ↑  Till, Barry (2004). The Manchu era (1644–1912): arts of China's last imperial dynasty [La era manchú (1644–1912): artes de la última dinastía imperial de China] (en inglés). Art Gallery of Greater Victoria. p. 5. ISBN 9780888852168. Consultado el 7 de julio de 2025.
55. ↑  Hummel, Arthur W. Sr. (ed.). «Eminent Chinese of the Ch'ing Period/Nurhaci - Wikisource, the free online library». Hummel, Arthur W. Sr. (en inglés). Consultado el 11 de julio de 2025.
56. ↑  Hummel, 2010, p. 598.
57. ↑  The Augustan, vols 17–20 [El Augustan, vols 17–20] (en inglés). Augustan Society. 1975. p. 34. Consultado el 7 de julio de 2025.
58. ↑  Hummel, 1991, p. 598.
59. ↑  Kim, Sun Joo (2011). The Northern Region of Korea: History, Identity, and Culture [La región norte de Corea: historia, identidad y cultura]. University of Washington Press. p. 19. ISBN 978-0295802176. Consultado el 7 de julio de 2025.
60. ↑  Smith, 2015, p. 216.
61. ↑  Fryslie, Matthew (2001). The historian's castrated slave: the textual eunuch and the creation of historical identity in the Ming history [El esclavo castrado del historiador: el eunuco textual y la creación de la identidad histórica en la historia Ming]. University of Michigan. p. 219. ISBN 9780493415963. Consultado el 7 de julio de 2025.
62. ↑  Walthall, 2008, p. 154.
63. ↑  Rawski, 1998, p. 72.
64. ↑  Hummel, Arthur W. Sr. (ed.). «Eminent Chinese of the Ch'ing Period/Li Shih-yao - Wikisource, the free online library». United States Government Printing Office (en inglés). Consultado el 11 de julio de 2025.
65. 1 2  Watson y Ebrey, 1991, pp. 179–180.
66. ↑  Walthall, 2008, p. 148.
67. ↑  Shou Wang (otoño de 2004). «The Selection of Women for the Qing Imperial Harem» [La selección de mujeres para el harén imperial Qing]. The Chinese Historical Review 11 (2): 212-222. S2CID 151328254. doi:10.1080/1547402X.2004.11827204. Consultado el 7 de julio de 2025.
68. ↑  Walthall, 2008, p. 140.
69. 1 2  Wakeman, 1985, p. 478.
70. ↑  Karl August Wittfogel; Chia-shêng Fêng (1949). «History of Chinese Society: Liao, 907–1125» [Historia de la sociedad china: Liao, 907–1125]. Transactions of the American Philosophical Society (Sociedad Filosófica Americana) 36 (Parte 1): 10. ISBN 9781422377192. Consultado el 7 de julio de 2025. Otra entrada de Google
71. ↑  Owen Lattimore (1932). Manchuria, Cradle of Conflict [Manchuria, cuna del conflicto]. Macmillan. p. 47. Consultado el 7 de julio de 2025.
72. ↑  Wakeman, 1985, p. 1017.
73. ↑  Wakeman, 1985, p. 1018.
74. ↑  Rawski, 1998, pp. 66–67.
75. ↑  Wakeman, 1985, p. 872.
76. ↑  Wakeman, 1985, p. 868.
77. ↑  Wakeman, 1985, pp. 60–61, 200.
78. ↑  Wakeman, 1985, p. 210.
79. ↑  Di Cosmo, 2007, p. 6.
80. ↑  Wakeman, 2009, p. 99.
81. ↑  Pamela Kyle Crossley; Helen F. Siu; Donald S. Sutton (enero de 2006). Empire at the Margins: Culture, Ethnicity, and Frontier in Early Modern China [Imperio en los márgenes: cultura, etnicidad y frontera en la China moderna temprana]. University of California Press. p. 43. ISBN 978-0-520-23015-6. Consultado el 7 de julio de 2025.
82. ↑  Di Cosmo, 2007, p. 23.
83. ↑  Graff y Higham, 2012, p. 117.
84. ↑  Cathal J. Nolan (2008). Wars of the Age of Louis XIV, 1650–1715: An Encyclopedia of Global Warfare and Civilization: An Encyclopedia of Global Warfare and Civilization [Guerras de la era de Luis XIV, 1650–1715: Una enciclopedia de la guerra global y la civilización]. ABC-CLIO. p. 30. ISBN 978-0-313-35920-0. Consultado el 7 de julio de 2025.
85. ↑  John Ross (1880). The Manchus: Or The Reigning Dynasty of China; Their Rise and Progress [Los manchúes: O la dinastía reinante de China; su ascenso y progreso]. J. and R. Parlane. p. 198. Consultado el 7 de julio de 2025.
86. ↑  Gregory, 2015, p. 84.
87. ↑  «Chʻing Shih Wen Tʻi» [Chʻing Shih Wen Tʻi]. Late Imperial China (Society for Qing Studies) 10 (1–2): 70. 1989. Consultado el 7 de julio de 2025.
88. ↑  «Chʻing Shih Wen Tʻi» [Chʻing Shih Wen Tʻi]. Late Imperial China (Society for Qing Studies) 10 (1–2): 97. 1989. Consultado el 7 de julio de 2025.
89. ↑  Wakeman, 1985, pp. 194–196.
90. ↑  Naquin, Susan; Rawski, Evelyn Sakakida (1987). Chinese Society in the Eighteenth Century [Sociedad china en el siglo XVIII]. Yale University Press. p. 141. ISBN 978-0300046021. Consultado el 7 de julio de 2025.
91. ↑  Fairbank y Goldman, 2006, p. 146.
92. ↑  «Summing up Naquin/Rawski» [Resumen de Naquin/Rawski]. pages.uoregon.edu. Consultado el 7 de julio de 2025.
93. ↑  Watson y Ebrey, 1991, p. 175.
94. ↑  Rawski, 1998, p. 61.
95. ↑  Dunnell  et al., 2004, p. 16.
96. ↑  Crossley, 2000, p. 95.
97. ↑  Kimberly Kagan (2010). The Imperial Moment [El momento imperial]. Harvard University Press. p. 95. ISBN 978-0-674-05409-7. Consultado el 7 de julio de 2025.
98. ↑  Swope, 2014, p. 115.
99. ↑  Thackeray, Frank W.; Findling, John E. Findling (2012). Events that formed the modern world : from the European Renaissance through the War on Terror [Eventos que formaron el mundo moderno: desde el Renacimiento europeo hasta la guerra contra el terrorismo]. Santa Barbara, CA: ABC-CLIO. p. 200. ISBN 978-1598849011. Consultado el 7 de julio de 2025.
100. ↑  Hummel, 1991, p. 217.
101. ↑  Hummel, 1970, p. 217.
102. ↑  Wakeman, 1985, p. 892.
103. ↑  Dawson, 1972, p. 275.
104. ↑  Hummel, Arthur W. Sr. (ed.). «Eminent Chinese of the Ch'ing Period/Dorgon - Wikisource, the free online library». United States Government Printing Office (en inglés). Consultado el 11 de julio de 2025.
105. ↑  梨大史學會 (1968). 梨大史苑, Volume 7 [Annales de la Sociedad de Historia de Ewha, Volumen 7]. 梨大史學會. p. 105. Consultado el 7 de julio de 2025.
106. ↑  Byun Eun Mi (3 de febrero de 2012). «The annals of the Joseon princesses» [Los anales de las princesas de Joseon]. The Gachon Herald. Consultado el 7 de julio de 2025.
107. ↑  Li Ling, 1995, p. 217.
108. ↑  Forsyth, 1994, p. 214.
109. ↑  Forsyth, 1994, p. 213
110. ↑  Wakeman, 1985, p. 142.
111. ↑  Wakeman, 1985, p. 212.
112. ↑  Wakeman, 1985, p. 215.
113. ↑  Wakeman, 1985, pp. 152–155.
114. ↑  Wakeman, 1985, p. 221.
115. 1 2  Ma, Xinru; Kang, David C. (2024). Beyond Power Transitions: The Lessons of East Asian History and the Future of U.S.-China Relations [Más allá de las transiciones de poder: Lecciones de la historia de Asia Oriental y el futuro de las relaciones entre EE. UU. y China]. Columbia Studies in International Order and Politics. Nueva York: Columbia University Press. ISBN 978-0-231-55597-5.
116. ↑  Ma y Kang, 2024, pp. 118–119.
117. ↑  Dillon, Michael (1998). China: A Cultural and Historical Dictionary [China: Un diccionario cultural e histórico]. Routledge. p. 379. ISBN 978-0700704392. Consultado el 8 de julio de 2025. from Parsons, J.B. (1970). The Peasant Rebellions of the Late Ming Dynasty [Las rebeliones campesinas de la dinastía Ming tardía]. University of Arizona Press.
118. ↑  Dai, 2009, p. 15.
119. ↑  Wakeman, 1985, p. 893.
120. 1 2  Struve, 1988, p. 641.
121. ↑  Mote, 1999, p. 809.
122. ↑  Wakeman, 2009, pp. 302–303.
123. ↑  Wakeman, 2009, pp. 69–70.
124. ↑  Swope, 2014, pp. 198–199.
125. ↑  Wakeman, 1985, pp. 261–262.
126. ↑  Des Forges, Roger V. (2003). Cultural Centrality and Political Change in Chinese History: Northeast Henan in the Fall of the Ming [Centralidad cultural y cambio político en la historia china: El noreste de Henan en la caída de los Ming] (ilustrada edición). Stanford University Press. p. 301. ISBN 978-0804740449. Consultado el 8 de julio de 2025.
127. ↑  Wakeman, 1985, pp. 294–295.
128. ↑  Wakeman, 1985, p. 290.
129. 1 2  Wakeman, 1985, p. 296.
130. 1 2  Wakeman, 1985, p. 304.
131. ↑  Wang, Yuan-kang (mayo de 2013). «Managing Hegemony in East Asia: China's Rise in Historical Perspective» [Gestión de la hegemonía en Asia Oriental: El ascenso de China en perspectiva histórica] (paper). EAI Fellows Program Working Paper Series (38). The East Asia Institute. p. 12. Consultado el 8 de julio de 2025.
132. ↑  Dennerline, 2002, p. 81.
133. ↑  Wakeman, 1985, p. 308.
134. ↑  Wakeman, 1985, pp. 310–311.
135. ↑  Wakeman, 1985, p. 311.
136. ↑  Wakeman, 1985, pp. 311–312.
137. ↑  Wakeman, 1985, p. 313.
138. ↑  Mote, 1999, p. 817.
139. ↑  Wakeman, 1985, p. 257.
140. ↑  Wakeman, 1985, pp. 442, 445, 446–447.
141. ↑  Wakeman, 1985, p. 1038.
142. ↑  Spence, 1988, pp. 4–5.
143. ↑  Di Cosmo, 2007, p. 7.
144. ↑  Wakeman, 1985, p. 1020.
145. ↑  Wakeman, 1985, pp. 305–306.
146. ↑  Wakeman, 1985, p. 480.
147. ↑  Wakeman, 1985, p. 481.
148. 1 2  Wakeman, 1985, pp. 1047–1048.
149. ↑  Ho, 2011, p. 135.
150. ↑  Ho, 2011, p. 198.
151. ↑  Song Gang, 2018, p. 120?.
152. ↑  Wakeman, 1985, p. 317.
153. ↑  Wakeman, 1985, pp. 482–483.
154. ↑  Wakeman, 1985, p. 483.
155. ↑  Wakeman, 1985, p. 501.
156. ↑  Wakeman, 1985, pp. 501–506.
157. ↑  Wakeman, 1985, p. 507.
158. ↑  Wakeman, 1985, pp. 681–682.
159. ↑  Wakeman, 1985, pp. 713–716.
160. ↑  Shou-p'ing Wu Ko, 1855, pp. xxxvi–xlix.
161. ↑  Sin-wai Chan (2009). A Chronology of Translation in China and the West: From the Legendary Period to 2004 [Una cronología de la traducción en China y Occidente: Desde el período legendario hasta 2004]. Chinese University Press. pp. 60-61. ISBN 978-962-996-355-2. Consultado el 8 de julio de 2025.
162. ↑  Durrant, 1977, p. 53.
163. ↑  Shou-p'ing Wu Ko, 1855, p. 39.
164. ↑  Von Mollendorff, P.G. (1890), Journal of the North China Branch of the Royal Asiatic Society [Revista de la Rama del Norte de China de la Royal Asiatic Society], Kelly & Walsh, p. 40, consultado el 8 de julio de 2025.
165. ↑  Perdue, 2009, p. 122.
166. ↑  Claudine Salmon, ed. (2013). Literary Migrations: Traditional Chinese Fiction in Asia (17th–20th Centuries) [Migraciones literarias: Ficción china tradicional en Asia (siglos XVII-XX)]. Institute of Southeast Asian Studies. p. 94. ISBN 978-981-4414-32-6. Consultado el 8 de julio de 2025.
167. ↑  Durrant, 1979, pp. 654–656.
168. ↑  Chiu, Elena Suet-Ying (2020). Bannermen Tales (Zidishu): Manchu Storytelling and Cultural Hybridity in the Qing Dynasty [Cuentos de banderizos (Zidishu): Narración manchú e hibridación cultural en la dinastía Qing]. Harvard-Yenching Institute monograph series 105. Brill. p. 24. ISBN 978-1684170890. OCLC 1048096749. Consultado el 8 de julio de 2025.
169. ↑  Hummel, 1991, p. vi.
170. ↑  Wakeman, 1985, pp. 703–707.
171. ↑  Wakeman, 1985, pp. 708–712.
172. ↑  Wakeman, 1985, pp. 688–689.
173. ↑  Wakeman, 1985, pp. 695, 698.
174. 1 2 3  Rossabi, 1979, p. 191.
175. ↑  Larsen y Numata, 1943, p. 572.
176. ↑  Wakeman, 1985, p. 800.
177. ↑  Wakeman, 1985, pp. 802–804.
178. ↑  Struve, 1988, p. 642.
179. ↑  Wakeman, 1985, p. 346.
180. ↑  Struve, 1988, p. 644.
181. ↑  Wakeman, 1985, p. 521.
182. ↑  El hermano de Dorgon, Dodo, quien lideró el ejército Qing, recibió «el mando imperial para conducir una expedición al sur» («nan zheng» 南征) el 1 de abril de 1645.[181]
183. 1 2 3  Struve, 1988, p. 657.
184. ↑  Para ejemplos de las luchas faccionales que debilitaron la corte Hongguang, véase Wakeman, 1985, pp. 523–543.
185. ↑  Wakeman, 1985, p. 522.
186. ↑  Struve, 1993, p. 61.
187. 1 2  Struve, 1993, pp. 57–58.
188. ↑  Wakeman, 1985a, p. 581.
189. ↑  Wakeman, 1985a, pp. 641–642].
190. ↑  Crossley, 1990, p. 59.
191. 1 2  Finnane, 1993, p. 131.
192. 1 2  Struve, 1988, p. 658.
193. 1 2 3  Struve, 1988, p. 660.
194. ↑  Wakeman, 1985, p. 580.
195. ↑  Struve, 1993, pp. 65–66.
196. ↑  Wakeman, 1985, pp. 536–545.
197. ↑  Wakeman, 1985, pp. 572–573.
198. ↑  Wakeman, 1985, pp. 598–601.
199. ↑  Wakeman, 1985, pp. 634–646.
200. ↑  Dennerline, 2002, p. 87.
201. 1 2  Wakeman, 1985, p. 647.
202. ↑  Struve, 1988, p. 662.
203. ↑  Kuhn, 1990, p. 12.
204. ↑  Cheng, Weikun (1998). «6 politics of the queue: agitation and resistance in the beginning and end of qing china» [6 política de la coleta: agitación y resistencia en el comienzo y fin de la China Qing].  En Hiltebeitel, Alf; Miller, Barbara D., eds. Hair: Its Power and Meaning in Asian Cultures [El cabello: Su poder y significado en las culturas asiáticas] (en inglés) (Ilustrada edición). SUNY Press. p. 125. ISBN 978-0791437414. Consultado el 8 de julio de 2025.
205. ↑  Xing Hang, 2016, "2 From smuggler-pirates to loyal Confucians".
206. ↑  Wakeman, 1985a, pp. 647, 650.
207. ↑  Wakeman, 1985, p. 868.
208. ↑  «Desde la perspectiva de los manchús, el mandato de cortar el cabello o perder la cabeza no solo unió a gobernantes y súbditos en una sola apariencia física; también les proporcionó una prueba perfecta de lealtad.»[201]
209. ↑  Wakeman, 1985, pp. 648–650.
210. ↑  En el Clásico de la Piedad Filial, Confucio es citado diciendo que «el cuerpo y el cabello de una persona, siendo regalos de los padres, no deben dañarse: este es el comienzo de la piedad filial» (身體髮膚，受之父母，不敢毀傷，孝之始也). Antes de la dinastía Qing, los hombres adultos han chinos habitualmente no cortaban su cabello, sino que lo llevaban en forma de moño.[209]
211. ↑  Struve, 1988, pp. 662–663.
212. ↑  Wakeman, 1975b, p. 56.
213. ↑  Wakeman, 1985, p. 650.
214. ↑  «La orden de cortar el cabello, más que cualquier otro acto, engendró la resistencia de Kiangnan [Jiangnan] de 1645. El esfuerzo de los gobernantes por hacer que manchús y han fueran un solo ‘cuerpo’ unificado inicialmente tuvo el efecto de unificar a los nativos de las clases altas y bajas en el centro y sur de China contra los intrusos.»[213]
215. ↑  Wakeman, 1985, pp. 651–655.
216. ↑  Wakeman, 1985, pp. 661–674.
217. ↑  Wakeman, 1975b, p. 78.
218. ↑  Wakeman, 1975b, p. 83.
219. ↑  Wakeman, 2009, p. 206.
220. ↑  Wakeman, 1985a, p. 659.
221. ↑  Faure, 2007, p. 164.
222. ↑  Ebrey, 1993, p. [página requerida].
223. ↑  Michael R. Godley (septiembre de 2011). «The End of the Queue: Hair as Symbol in Chinese History» [El fin de la coleta: El cabello como símbolo en la historia china]. China Heritage Quarterly (27). ISSN 1833-8461. Consultado el 8 de julio de 2025.
224. ↑  Justus Doolittle (1876). Social Life of the Chinese: With Some Account of Their Religious, Governmental, Educational, and Business Customs and Opinions. With Special But Not Exclusive Reference to Fuhchau [Vida social de los chinos: Con algunas cuentas de sus costumbres y opiniones religiosas, gubernamentales, educativas y comerciales. Con referencia especial pero no exclusiva a Fuhchau]. Harpers. p. 242. Consultado el 8 de julio de 2025.
225. ↑  Elliott, 2001, p. 224.
226. ↑  Elliott, 2001, p. 223.
227. ↑  Wakeman, 1985, pp. 717–723.
228. ↑  Wakeman, 1985, pp. 724–730.
229. ↑  Wakeman, 1985, pp. 731–733.
230. 1 2 3  Dai, 2009, p. 17.
231. ↑  Swope, 2018, pp. 132–134, 137.
232. ↑  Wakeman, 1985, p. 544.
233. ↑  Dai, 2009, pp. 17–18.
234. ↑  Kim Hunter Gordon; Jesse Watson (2011). Chongqing & The Three Gorges [Chongqing y las Tres Gargantas]. Kim Hunter Gordon. p. 61. ISBN 978-7-5022-5215-1. Consultado el 8 de julio de 2025.
235. ↑  Parsons, 1957, p. 399.
236. ↑  Dai, 2009, p. 18.
237. ↑  Swope, 2018, pp. 52, 138, 140–141.
238. ↑  Swope, 2018, pp. 39, 141, 190, 194–195, 200–201, 255.
239. ↑  Wakeman, 1985, pp. 734–736.
240. ↑  Struve, 1988, p. 665.
241. ↑  Struve, 1988, pp. 666–667.
242. 1 2  Struve, 1988, p. 667.
243. ↑  Xing Hang, 2016, pp. 64, 104–106.
244. ↑  Xing Hang, 2016, pp. 67–.
245. ↑  Struve, 1988, pp. 667–674.
246. ↑  Struve, 1988, pp. 670, 673.
247. ↑  Struve, 1988, p. 674.
248. ↑  Struve, 1988, p. 675.
249. ↑  Wakeman, 1985, pp. 736–737.
250. ↑  Baldanza, Kathlene, ed. (2016), «Conclusion: Dai Viet in the Ming-Qing transition» [Conclusión: Dai Viet en la transición Ming-Qing], Ming China and Vietnam: Negotiating Borders in Early Modern Asia (en inglés) (Cambridge: Cambridge University Press): 204-210, ISBN 978-1-107-12424-0, doi:10.1017/CBO9781316440551.013, consultado el 8 de julio de 2025.
251. ↑  Struve, 1988, pp. 675–676.
252. 1 2  Struve, 1988, p. 676.
253. ↑  Wakeman, 1985, pp. 587, 737, 1103.
254. ↑  Wakeman, 1985, pp. 768–771.
255. ↑  Wakeman, 1985, pp. 539–540, 1103.
256. 1 2  Wakeman, 1985, p. 737.
257. ↑  Wakeman, 1985, pp. 737–738.
258. ↑  Wakeman, 1985, p. 738.
259. ↑  Wakeman, 1985, pp. 764–766.
260. ↑  Swope, 2018, pp. 165–168.
261. 1 2  Wakeman, 1985, p. 767.
262. ↑  Wakeman, 1985, pp. 767–768.
263. ↑  J.A.G. Roberts (2011). A History of China [Una historia de China] (3rd edición). Palgrave Macmillan. p. 139. ISBN 978-0-230-34411-2. Consultado el 8 de julio de 2025.
264. ↑  J.A.G. Roberts (1999). A Concise History of China [Una historia concisa de China]. Harvard University Press. p. 142. ISBN 978-0-674-00075-9. Consultado el 8 de julio de 2025.
265. ↑  Wakeman, 1985, pp. 699–702.
266. ↑  Wakeman, 1985, pp. 785–792.
267. ↑  Wakeman, 1985, pp. 805–821.
268. ↑  Wakeman, 1985, pp. 838–841.
269. ↑  Wakeman, 1985, pp. 804, 822–827.
270. ↑  Rossabi, 1979, p. 192.
271. ↑  Wakeman, 1985, pp. 827–830.
272. ↑  Wakeman, 1985, pp. 990–991.
273. ↑  Swope, 2018, pp. 171–179.
274. 1 2  Struve, 1988, p. 704.
275. ↑  Wakeman, 1985, p. 973, note 194.
276. 1 2 3  Dennerline, 2002, p. 117.
277. ↑  Wakeman, 1985, pp. 1030, 1033.
278. ↑  Wakeman, 1985, pp. 1016–1030, 1036–1039.
279. ↑  Swope, 2018, pp. 263–267.
280. ↑  Wakeman, 1985, p. 1035.
281. ↑  Swope, 2018, p. 267–273.
282. ↑  Struve, 1988, p. 710.
283. ↑  Wakeman, 1985, pp. 1043–1046.
284. ↑  Spence, 2002, p. 136.
285. ↑  Wakeman, 1985, p. 1003.
286. ↑  Wakeman, 1985, p. 1046.
287. 1 2  Dennerline, 2002, p. 118.
288. ↑  Ho, 2011, pp. 149–150.
289. ↑  Yim, Lawrence C.H. (2009). The Poet-historian Qian Qianyi [El poeta-historiador Qian Qianyi]. Routledge. p. 109. ISBN 978-1134006069. Consultado el 8 de julio de 2025.
290. ↑  Wakeman, 1985, pp. 1048–1049.
291. ↑  Wakeman, 1985, p. 1049.
292. ↑  Wakeman, 1985a, p. 994.
293. ↑  Xing Hang, 2016, p. 88.
294. ↑  Gregory, 2015, pp. 86–87, 142–144.
295. ↑  Spence, 2002, pp. 136–37.
296. ↑  Wills, John E. Jr. (2006). «The Seventeenth-century Transformation: Taiwan under the Dutch and the Cheng Regime» [La transformación del siglo XVII: Taiwán bajo los holandeses y el régimen Cheng].  En Rubinstein, Murray A., ed. Taiwan: A New History [Taiwán: Una nueva historia] (en inglés). M.E. Sharpe. pp. 84-106. ISBN 9780765614957.
297. ↑  John Robert Shepherd (1993). Statecraft and Political Economy on the Taiwan Frontier, 1600–1800 [Artesanía estatal y economía política en la frontera de Taiwán, 1600–1800]. Stanford University Press. pp. 469-470. ISBN 0804720665.
298. ↑  Huang Dianquan (1957). «Yongli 15.3». Haiji jiyao [Resumen de los registros marítimos] (en inglés). Taipei: Haidong shufang. pp. 22-49.
299. ↑  Spence, Jonathan D.. In Search of Modern China [En busca de la China moderna]. W. W. Norton & Company. p. 44.
300. ↑  Wong, Young-tsu (2017). China's Conquest of Taiwan in the Seventeenth Century: Victory at Full Moon [La conquista de Taiwán por China en el siglo XVII: Victoria en luna llena]. Springer. pp. 111-113.
301. ↑  Xing Hang, 2016, p. 154.
302. ↑  Xing Hang, 2016, p. 190.
303. ↑  Wakeman, 1985, pp. 1099, 1107–1109.
304. ↑  Wakeman, 1985, pp. 1110–1111, 1124.
305. ↑  Wakeman, 1985, p. 1116.
306. ↑  Graff y Higham, 2012, p. 119.
307. ↑  Graff y Higham, 2012, p. 120.
308. ↑  Graff y Higham, 2012, pp. 121–122.
309. ↑  Wakeman, 2009, p. 116.
310. ↑  Spence, 2002, p. 146.
311. ↑  Manthorpe, Jonathan (2008). Forbidden Nation: A History of Taiwan [Nación Prohibida: Una Historia de Taiwán]. St. Martin's Publishing Group. p. 108. ISBN 978-0230614246. Consultado el 9 de julio de 2025.
312. ↑  Bergman, Karl (28 de diciembre de 2009). «Tainan Grand Matsu Temple» [Gran Templo de Mazu en Tainan]. Tainan City Guide. Consultado el 9 de julio de 2025.
313. ↑  «Tainan Grand Matsu Temple» [Gran Templo de Mazu en Tainan]. Chinatownology. Consultado el 9 de julio de 2025.
314. 1 2  Đại Nam liệt truyện tiền biên, vol. 6
315. 1 2  Việt Nam sử lược, Quyển 2, Tự chủ thời đại, Chương 6
316. ↑  Khánh Trần (1993). The Ethnic Chinese and Economic Development in Vietnam [Los chinos étnicos y el desarrollo económico en Vietnam]. Institute of Southeast Asian Studies. p. 15. ISBN 9789813016675. Consultado el 9 de julio de 2025.
317. ↑  Clunas, 2009, p. 163.
318. ↑  Por ejemplo, véase Fong, 2001, Chang, 2001, Yu, 2002, y Zhang, 2002, passim.
319. ↑  Mote, 1999, pp. 852–855.
320. ↑  Zhang, 2002, p. 71.
321. ↑  Dvořák, Rudolf (1895). Darstellungen aus dem Gebiete der nichtchristlichen Religionsgeschichte [Representaciones del campo de la historia religiosa no cristiana]. Volume XII. Chinas religionen (en alemán). Aschendorff (Druck und Verlag der Aschendorffschen Buchhandlung). p. 80. ISBN 978-0199792054. Consultado el 9 de julio de 2025.
322. ↑  Hauer, 2007, p. 117.
323. ↑  Wu, 1995, p. 102.
324. ↑  Zhao, 2006, p. 4, 7, 8, 9, 10, 12, 13, 14.
325. ↑  Rodriguez, 1997, p. 146.
326. ↑  Dunnell  et al., 2004, p. 77.
327. ↑  Dunnell  et al., 2004, p. 83.
328. ↑  Elliott, 2001, p. 503.
329. ↑  Dunnell  et al., 2004, pp. 76–77.
330. ↑  Cassel, 2011, p. 205.
331. ↑  Cassel, 2012, p. 205.
332. ↑  Cassel, 2011, p. 44.
333. ↑  Cassel, 2012, p. 44.
334. ↑  Perdue, 2009, p. 218.
335. ↑  Struve, 1993, p. 269.
336. ↑  Wang Shochu, Registros de la masacre de diez días en Yangzhou. Disponible en chino en Wikisource: 揚州十日記.
337. ↑  Wakeman, 1985, pp. 583–586.
338. ↑  Swope, 2014, p. 218.
339. ↑  Smith, 2015, pp. 49–50.
340. ↑  «The Little Ice Age and the Fall of the Ming Dynasty: A Review» [La Pequeña Edad de Hielo y la Caída de la Dinastía Ming: Una Revisión]. Consultado el 9 de julio de 2025.
341. ↑  Ch’iu, Chung-lin. «The Epidemics in Ming Beijing and the Responses from the Empire's Public Health System» [Las Epidemias en Pekín Ming y las Respuestas del Sistema de Salud Pública del Imperio]. 中央研究院歷史語言研究所集刊: 331-388. Consultado el 9 de julio de 2025.
342. ↑  Nolan, Peter (2013). China at the Crossroads [China en la Encrucijada]. John Wiley & Sons. ISBN 978-0745657615. Consultado el 9 de julio de 2025.
343. ↑  «5 of the 10 Deadliest Wars Began in China» [5 de las 10 guerras más mortíferas comenzaron en China]. Business Insider. 6 de octubre de 2014. Consultado el 9 de julio de 2025.
344. ↑  Mao Peiqi (2006). The Seventeen Emperors of the Ming Dynasty [Los Diecisiete Emperadores de la Dinastía Ming]. 光明日报出版社. ISBN 978-7-80206-237-5.
345. ↑  Allen, 2009, tabla 7.
346. ↑  Rowe, William (2010), China's Last Empire - The Great Qing [El Último Imperio de China - El Gran Qing], Harvard University Press, p. 92, ISBN 9780674054554, consultado el 9 de julio de 2025.
347. ↑  Smith, 2015, p. 49.
348. ↑  Brook, 1999, p. 239.
349. ↑  Brook, 1999, p. 163.
350. ↑  Xing Hang, 2016, pp. 64–65.
351. ↑  Brook, 1999, p. 237.
352. ↑  Brook, 1999, p. 245.
353. ↑  Xiao, Lingbo; Fang, Xiuqi; Zheng, Jingyun; Zhao, Wanyi (20 de abril de 2015). «Famine, migration and war: Comparison of climate change impacts and social responses in North China between the late Ming and late Qing dynasties» [Hambruna, migración y guerra: Comparación de los impactos del cambio climático y las respuestas sociales en el norte de China entre las dinastías Ming tardía y Qing tardía]. The Holocene 25 (6): 900-910. Bibcode:2015Holoc..25..900X. S2CID 129183241. doi:10.1177/0959683615572851.
354. ↑  Elliott, 2001, p. 84.
355. ↑  Crossley, 2000, p. 128.
356. ↑  Crossley, 2000, pp. 103–105.
357. ↑  Backhouse, Sir Edmund; Otway, John; Bland, Percy (1914). Annals & Memoirs of the Court of Peking: (from the 16th to the 20th Century) [Anales y Memorias de la Corte de Pekín: (del siglo XVI al XX)] (reprint edición). Houghton Mifflin. p. 209. ISBN 9780404004385. Consultado el 9 de julio de 2025.
358. ↑  «Secret Annals of the Manchu Court» [Anales Secretos de la Corte Manchú]. The Atlantic Monthly (Atlantic Monthly Company) 112: 779. 1913. Consultado el 9 de julio de 2025.
359. ↑  Rhoads, 2000, p. 192.
360. ↑  Rhoads, 2000, p. 193.
361. ↑  Fitzgerald, Charles Patrick (1969).  Kotker, Norman, ed. The Horizon history of China [La historia de China de Horizon] (illustrated edición). American Heritage Pub. Co. p. 365. ISBN 9780828100052. Consultado el 9 de julio de 2025.